# New Horizons

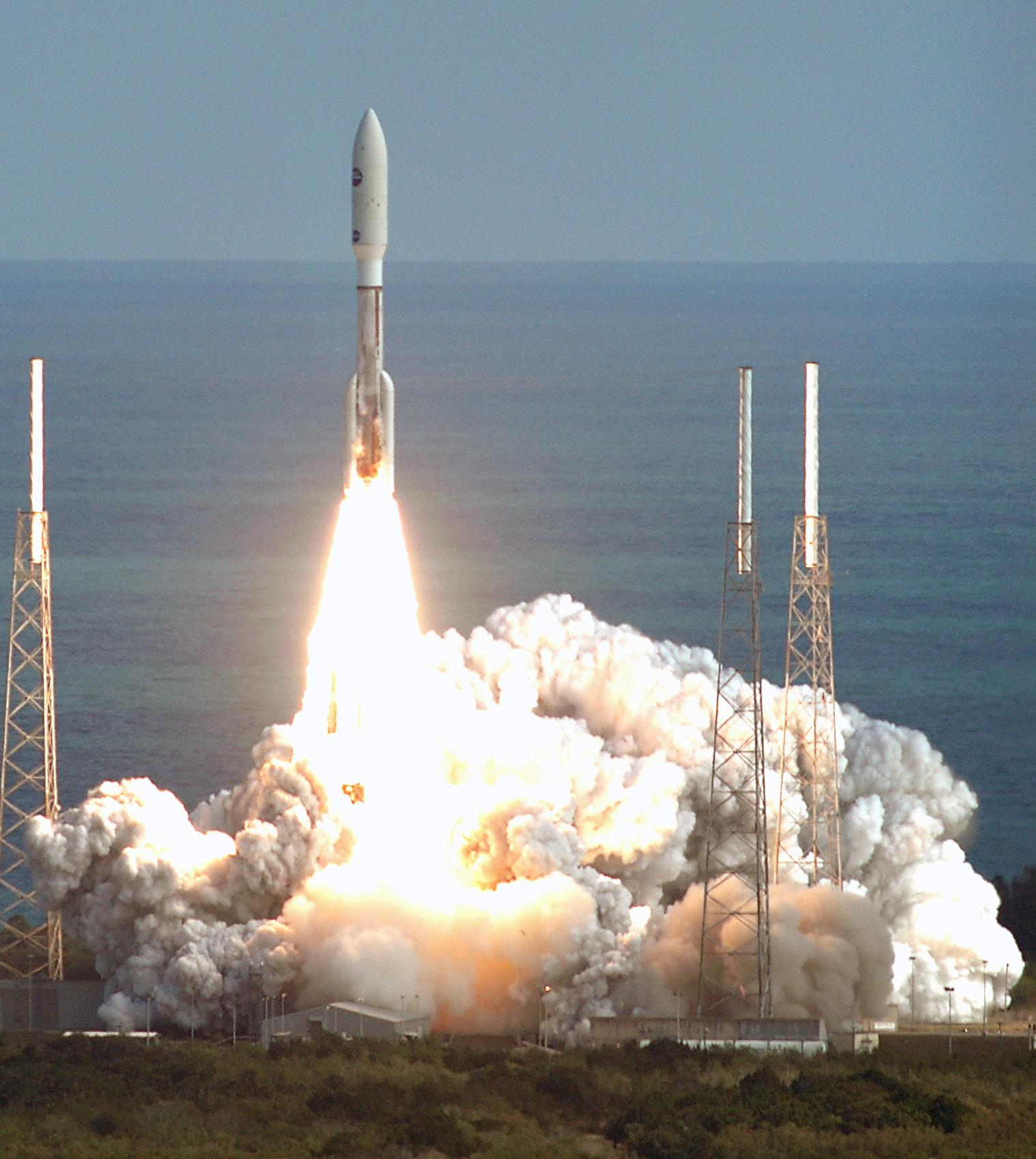
Start der New-Horizons-Mission am 19. Januar 2006

New Horizons (englisch für Neue Horizonte) ist eine Raumsonde der NASA, die im Rahmen des New-Frontiers-Programmes am 19. Januar 2006 startete, um das Pluto-System und den Kuipergürtel zu erforschen. Am 14. Juli 2015 erreichte New Horizons als erste Raumsonde Pluto. Außerdem passierte sie am 1. Januar 2019 das Kuipergürtelobjekt (486958) Arrokoth. Die Sonde erforscht zudem weitere Kuipergürtelobjekte aus größerer Entfernung sowie die Heliosphäre. Bei der Erforschung werden sieben verschiedene Instrumente eingesetzt: ein 6-cm-Teleskop, ein Ultraviolett-Spektrometer, eine hochauflösende CCD-Kamera, ein Radiowellenexperiment, ein Sonnenwind-Teilchen-Detektor, ein Ionen- und Elektronenspektrometer und ein Instrument zur Messung von Staubpartikeln.
Derzeit (12. Juli 2025) ist die Sonde ca. 62,217 Astronomische Einheiten (AE) von der Sonne entfernt, das sind etwa 9,31 Milliarden Kilometer.
Das Projekt wird vom Applied Physics Laboratory der Johns Hopkins University in Baltimore, Maryland geleitet. Die Kosten einschließlich der Entwicklung und des Baus der Raumsonde sowie ihrer Instrumente, der Trägerrakete und des Missionsbetriebs bis zum Jahr 2016 betrugen etwa 700 Millionen US-Dollar.

## Missionsziele

### Primärmission

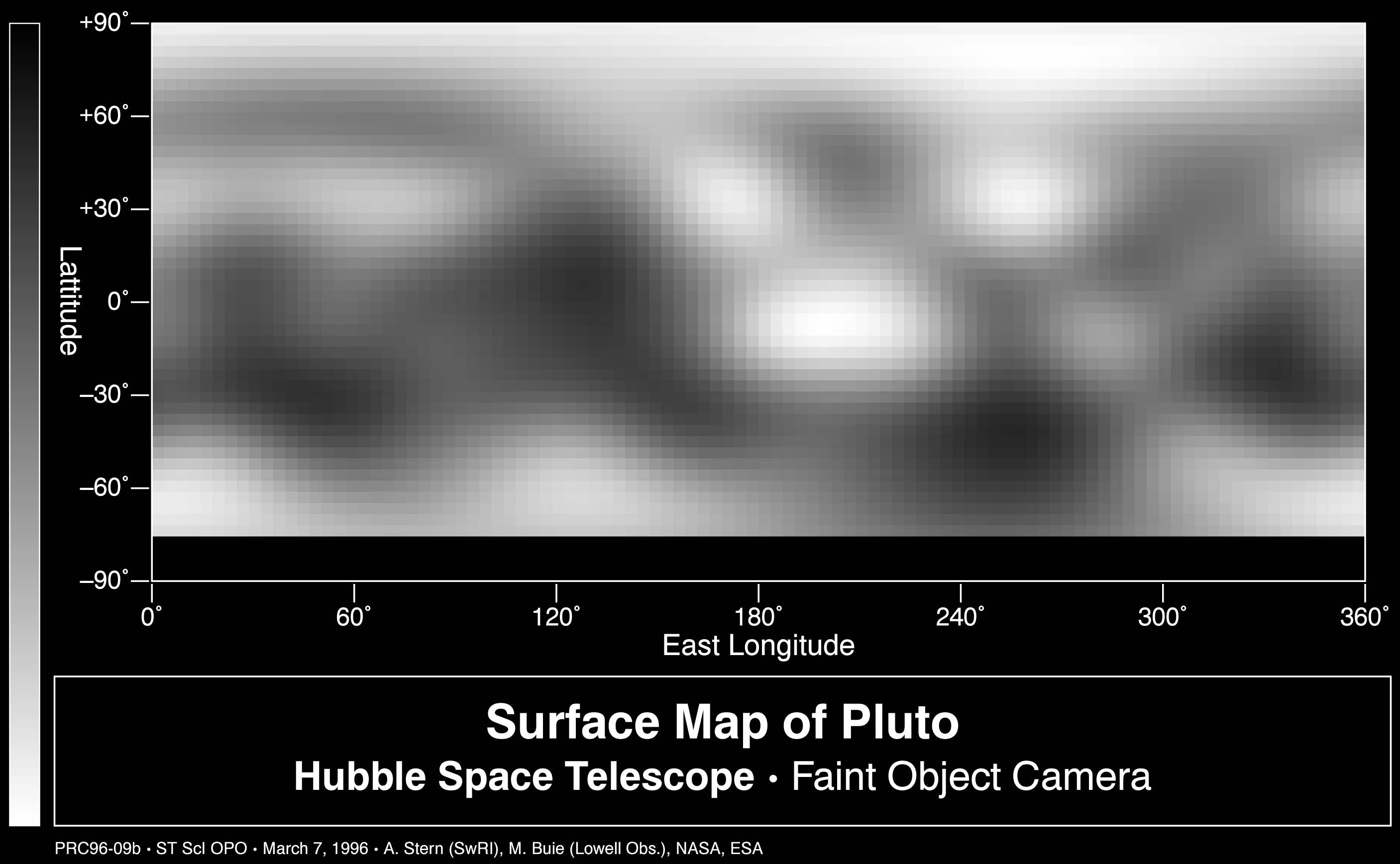
1994 vom Hubble-Weltraumteleskop erstellte Karte der Oberfläche des Pluto

New Horizons war die erste Raumsonde zur Erforschung Plutos. Da der Zwergplanet sehr weit von der Sonne entfernt ist, konnten selbst die stärksten Teleskope kaum Details auf seiner Oberfläche ausmachen. Die Auflösung der besten mit dem Hubble-Weltraumteleskop gewonnenen Aufnahmen erreichten nur 500 km pro Bildpunkt. Somit konnten Pluto und seine Monde nur durch eine Raumsonde näher studiert werden. Zum Startzeitpunkt galt Pluto noch als vollwertiger Planet und war als einziger Planet noch von keiner Raumsonde erforscht worden. Wenige Monate nach dem Start wurde die Definition für Planeten geändert und Pluto wurde nach dieser neuen Definition zu einem Zwergplaneten.
Die NASA unterteilte die Ziele der Hauptmission der Sonde in drei Prioritätskategorien. Bei der Formulierung der Missionsziele waren die kleinen Pluto-Monde noch nicht entdeckt.
Erforderlich
- Beschreibung des globalen geologischen Aufbaus und der Geomorphologie von Pluto und Charon
- Kartierung der Zusammensetzung der Oberflächen von Pluto und Charon
- Beschreibung der neutralen (nicht ionisierten) Atmosphäre von Pluto und Bestimmung des Gasverlusts in den Weltraum

Wichtig
- Beschreibung der zeitabhängigen Veränderlichkeit der Oberfläche und der Atmosphäre von Pluto
- Stereoaufnahmen von Pluto und Charon
- Kartierung der Tag-Nacht-Grenzen (Terminator) von Pluto und Charon in hoher Auflösung
- Kartierung ausgewählter Oberflächengebiete von Pluto und Charon in hoher Auflösung
- Beschreibung der Ionosphäre Plutos und ihrer Wechselwirkung mit dem Sonnenwind
- Suche nach bestimmten chemischen Verbindungen wie Wasserstoff, Cyanwasserstoff, Kohlenwasserstoffen und Nitrilen in der oberen Atmosphäre Plutos
- Suche nach einer Atmosphäre bei Charon
- Bestimmung des bolometrisch Bondschen Albedos (das Verhältnis zwischen der in alle Richtungen reflektierten Sonnenenergie und der gesamten einfallenden Sonnenenergie) von Pluto und Charon
- Kartierung der Oberflächentemperaturen von Pluto und Charon

Wünschenswert
- Beschreibung der energiereichen Teilchen in der Nähe von Pluto und Charon
- Verfeinerung der bekannten Parameter (Radien, Massen, Dichten) und Umlaufbahnen von Pluto und Charon
- Suche nach Magnetfeldern bei Pluto und Charon
- Suche nach Planetenringen und weiteren Monden[4]

Zu den Missionszielen gehörte auch die weitere Erforschung des Jupiters, an dem die Sonde im Februar und März 2007 vorbeiflog. Wolkenbewegungen wurden beobachtet, es wurde die Magnetosphäre des Planeten untersucht und Ausschau nach Polarlichtern und Blitzen in Jupiters Atmosphäre gehalten. Über die vier Galileischen Monde konnten nur wenige wissenschaftliche Daten gewonnen werden, da die Sonde sie in relativ großer Entfernung passierte.
New Horizons übertraf die Ziele aller Prioritätskategorien. Nach den Anforderungen der NASA hätte die Mission bereits als erfolgreich gegolten, wenn nur die als erforderlich eingestuften Missionsziele erreicht worden wären. Nicht untersucht wurde das Magnetfeld von Pluto und Charon, was als wünschenswert eingestuft war. Für eine sinnvolle Messung des vermutlich nur schwachen Magnetfelds hätte die gesamte Sonde nichtmagnetisch sein müssen, und so wurde aus Kostengründen auf ein entsprechendes Instrument verzichtet.
Zusätzlich zu den formulierten Missionszielen tragen die Instrumente mit Langzeitbeobachtungen zur Erforschung des Sonnenwinds und der Heliosphäre bei.

### Kuiper Belt Extended Mission (KEM)
Die NASA genehmigte Anfang Juli 2016 die Finanzierung einer Anschlussmission unter dem Namen Kuiper Belt Extended Mission (KEM) bis Ende 2021. Eines der Ziele dieser Mission war die Untersuchung des Kuipergürtel-Objekts (486958) Arrokoth, zum Zeitpunkt der Genehmigung noch unter der provisorischen Bezeichnung (486958) 2014 MU69. Als Ziele wurden genannt:
- Ein dichter Vorbeiflug an Arrokoth in nur 3500 km Abstand, danach Fortsetzung der Beobachtung eine Woche lang
- Einsatz aller sieben Instrumente
- Die Aufnahmen im sichtbaren Licht und in anderen Spektralbereichen sollten entsprechend der größeren Nähe detaillierter als bei Pluto sein.
- Untersuchung der Oberflächenstrukturen
- Suche nach möglichen Monden
- Suche nach einer Atmosphäre

Die Beobachtung dieses Asteroiden sollte neue Erkenntnisse über die Akkretionsprozesse und damit die Entstehung der Planeten und des Sonnensystems liefern. Vermutlich ist das Objekt mehr als vier Milliarden Jahre alt und seit der Entstehung bahndynamisch kalt. Damit wäre es das ursprünglichste Objekt, das bis dahin von einer Raummission untersucht wurde.
New Horizons sollte darüber hinaus als Beobachtungsplattform genutzt werden, um andere Objekte im Kuipergürtel und den umgebenden Weltraumbereich zu beobachten:
- 2016–2020: Beobachtung von etwa 20 weiteren Kuipergürtelobjekten (KBOs) aus weiterem Abstand, um deren Form, begleitende Objekte und Oberflächeneigenschaften zu bestimmen; dies kann kein erdbasiertes Teleskop leisten.
- 2016–2020: Sorgfältige Suche nach Ringen um eine große Anzahl verschiedener KBOs
- 2016–2021: Erstellen eines heliosphärischen Querschnitts durch den Kuipergürtel mit nahezu permanenter Messung von Plasma, Staubpartikeln und neutralen Gasen bis zu einer Entfernung von 50 AE von der Sonne
- 2020–2021: Astrophysikalische Untersuchungen nach Wunsch der NASA[5]

Alle Ziele zum Vorbeiflug an (486958) Arrokoth wurden erfüllt. Seither wird intensiv mit erdbasierten Teleskopen nach einem weiteren Objekt für einen Vorbeiflug gesucht.

### Kuiper Belt Extended Mission 2 (KEM 2)
Am 25. April 2022 wurde eine Verlängerung der Mission um weitere drei Jahre bis 2025 bekanntgegeben, die wenig später aber um ein Jahr bis zum 1. Oktober 2024 verkürzt wurde. Die Sonde untersucht dabei den Bereich zwischen 54 and 75 AE. Die Mission nutzt den sonnenfernen Standort, um die Heliosphärenstrahlung zu beobachten und soll das diffuse Licht der Hintergrundstrahlung im optischen Bereich und im UV-Bereich untersuchen. Die Instrumente sollen genutzt werden, um weitere Daten über die Atmosphären von Uranus und Neptun aus der Entfernung zu gewinnen. Die Treibstoffvorräte sollen dabei einen Weiterbetrieb für mindestens zwei Jahrzehnte sichern. Die neue Mission führt die Untersuchung der Heliosphäre nach Staubpartikeln und geladenen Partikeln des Sonnenwinds fort, die wenig technischen und personellen Aufwand verursachen, reduziert die Aktivität und die Betriebskosten der Sonde weiter und wird hauptsächlich aus NASA’s Planetary Science Division finanziert und gemeinsam von den Abteilungen Heliophysics and Planetary Science Divisions betrieben. Ziel ist, die gebundenen Mittel aus dem New Frontiers Programm für weitere Missionen freizugeben.
Missionsziele
- Übertragung der restlichen Daten von der Begegnung mit Arrokoth zur Erde
- Weitere Sammlung, Auswertung und Archivierung der Daten aus Planetologie, astrophysikalischen und heliosphärischen Daten[9]
- Beobachtung von KBOs
- Untersuchung von Zwergplaneten aus hohem Phasenwinkel
- Untersuchung von Uranus and Neptun aus hohem Phasenwinkel
- Untersuchung der Hintergrundhelligkeit im sichtbaren und im UV-Licht[10]
- Untersuchung des Zodiakallichts
- Untersuchung im Ultraviolett des lokalen interstellaren Mediums
- Weitere Suche nach einem Ziel für einen nahen Vorbeiflug
- Zusammenarbeit mit anderen heliophysikalischen Missionen zur Verbesserung der Datenlage

## Technik

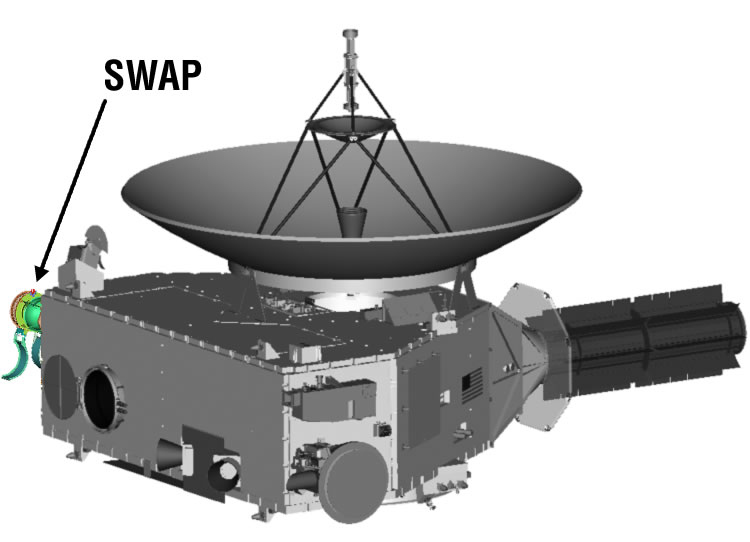
New Horizons – schematische Darstellung

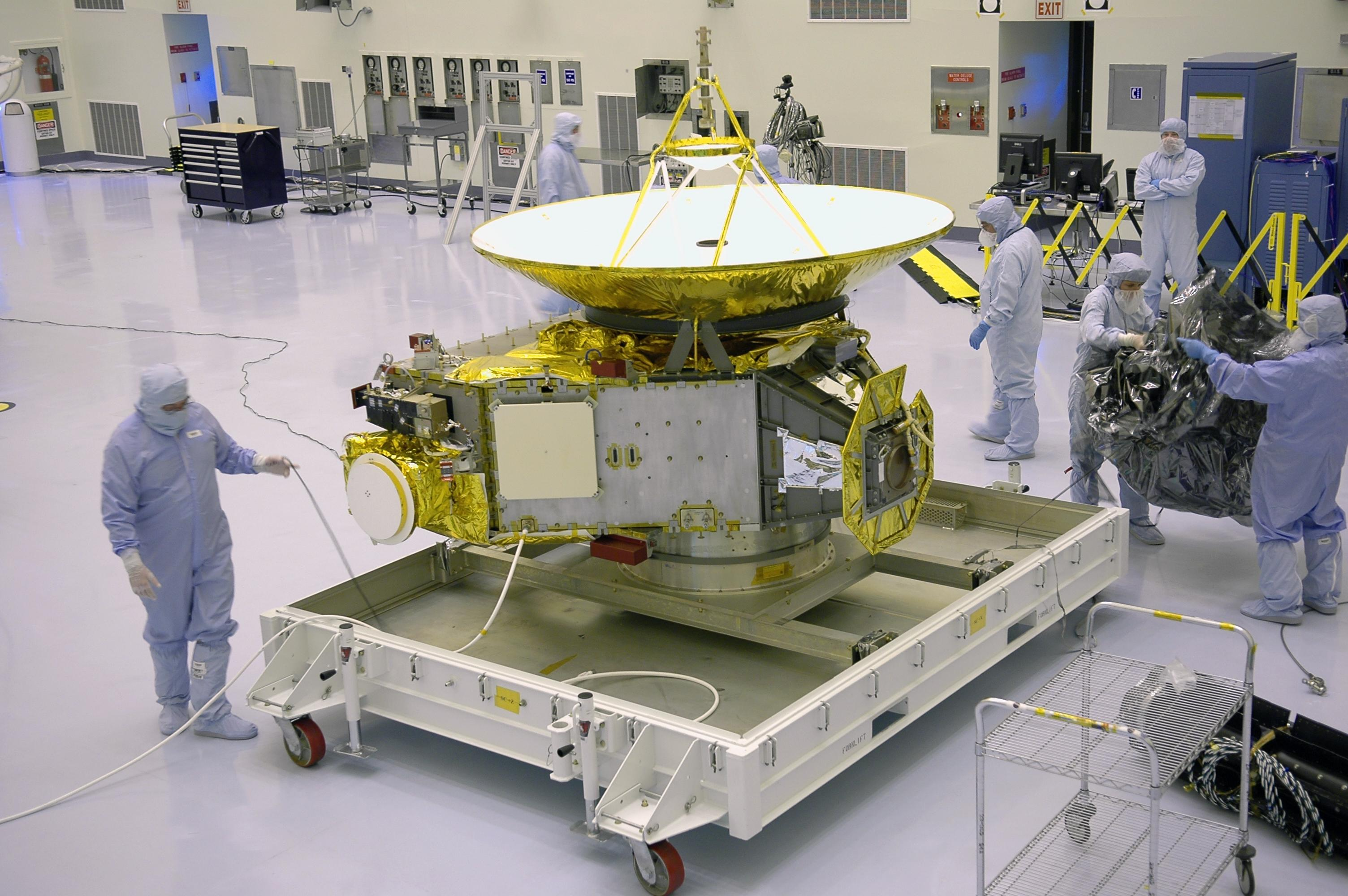
Struktur der Raumsonde ohne RTG und Wärmeisolation

Die Raumsonde hat etwa die Größe eines Konzertflügels und die Form eines Dreiecks mit einem zylinderförmigen Radioisotopengenerator (RTG), der an einer Spitze des Dreiecks angebracht ist. Außerdem verfügt sie über eine 2,1-m-Parabolantenne zur Kommunikation mit der Erde, die an einer Seitenfläche des Dreiecks befestigt ist. Der Sondenkörper ohne RTG und Antenne ist 0,7 m hoch, 2,1 m lang und 2,7 m breit. Die Gesamthöhe vom Nutzlastadapter bis zum oberen Ende der Antenne beträgt 2,2 m. Die Gesamtmasse inklusive 77 kg Treibstoff und 30 kg wissenschaftlicher Nutzlast beträgt 478 kg. Die ursprünglichen Planungen sahen eine Startmasse der vollbetankten Sonde von 465 kg vor; nach der Verifizierung der Leistung der neuen Atlas-V-Trägerrakete durch vorangegangene Starts konnte die Startmasse etwas vergrößert werden.
Das Swing-by-Manöver am Jupiter stand bis kurz vor Start zur Disposition; ein Flug ohne dieses Swing-by hätte nur eine etwa 20 kg geringere Startmasse der Sonde erlaubt, da die Trägerrakete bei einem direkten Start zum Pluto eine höhere Endgeschwindigkeit erreichen muss. Man hätte in diesem Fall die Menge des mitgeführten Hydrazins reduzieren müssen, damit wären auch die Möglichkeiten für Sekundärmissionen eingeschränkt worden.
Die tragende Struktur der Sonde besteht aus einem zentralen Aluminium-Zylinder, der den aus Titan gefertigten Treibstofftank beherbergt und als Nutzlastadapter zwischen Sonde und Trägerrakete sowie als Schnittstelle zwischen Sonde und RTG dient. Der RTG ist mit Hilfe eines vierseitigen Titansockels an der Raumsonde befestigt. Um die Masse der Sonde gering zu halten, sind die Paneele des Sondenkörpers aus Aluminium in Sandwichbauweise mit sehr dünnen Frontalplatten gefertigt (so dick wie zwei Lagen Papier). Elektronik und Instrumente sind um den Zylinder herum gruppiert, wobei die Anordnung der Systeme auf die Schwerpunktlage Rücksicht nehmen musste.
New Horizons kann sowohl drei-Achsen-stabilisiert als auch spinstabilisiert betrieben werden. Drei-Achsen-Stabilisierung wird während wissenschaftlicher Beobachtungen und System- und Instrumententests angewandt, Spinstabilisierung (normalerweise mit fünf Umdrehungen pro Minute) während der Kurskorrekturmanöver, während langer Funkkontakte mit der Erde, während der Flugperioden und im Ruhezustand (hibernation mode). Um eine Spinstabilisierung während des Flugs zu ermöglichen, wurde die Sonde vor dem Start genau vermessen und mit zusätzlich angebrachten Ausgleichsgewichten ausbalanciert.

### Energieversorgung

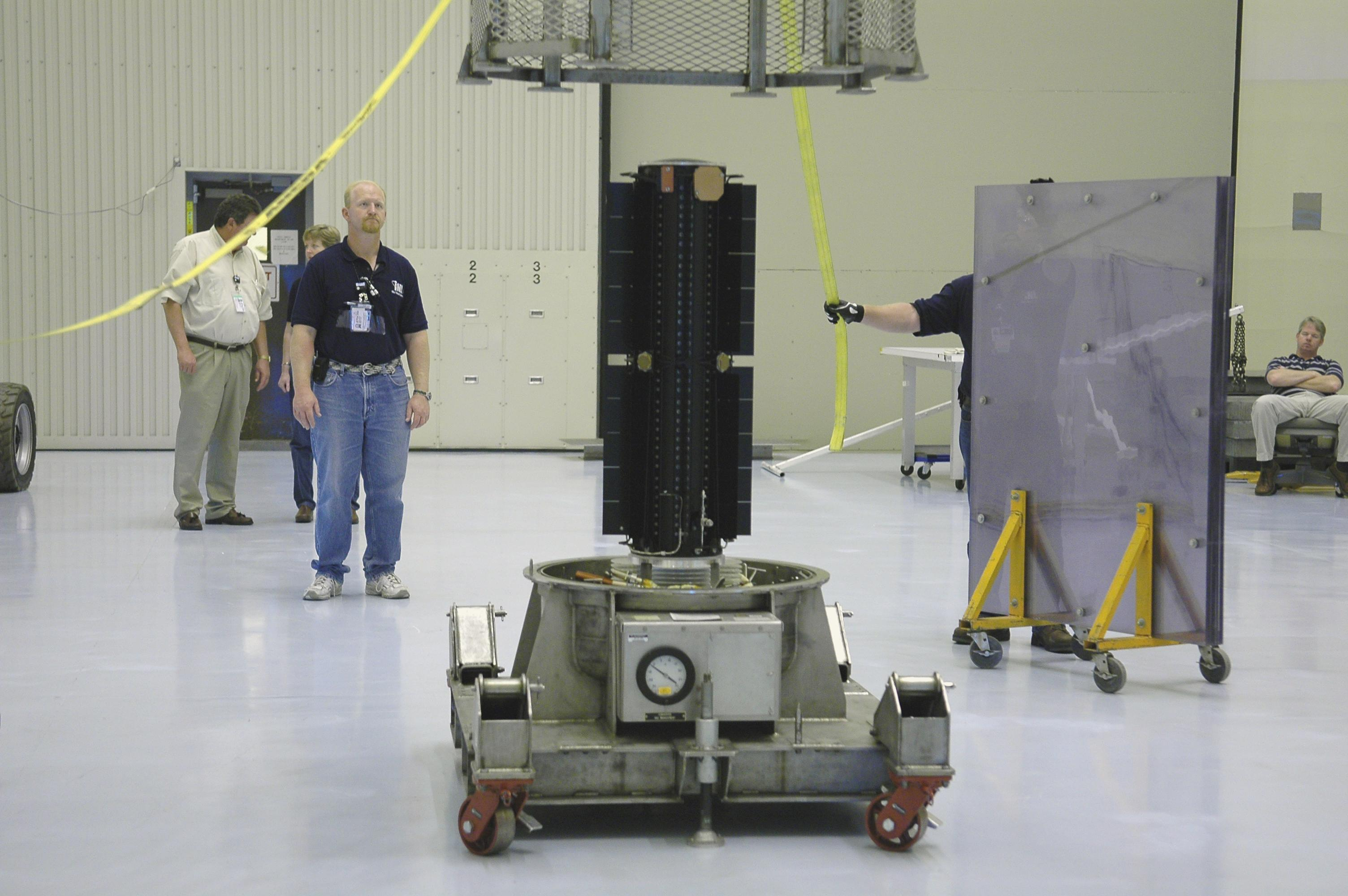
RTG der Raumsonde New Horizons

Die Energieversorgung lässt sich bei sonnenfernen Missionen nicht mit Solarzellen erreichen. Die Sonde wird durch einen mit etwa 10,9 kg Plutonium-238 gefüllten Radioisotopengenerator (RTG) des Typs GPHS-RTG mit Energie versorgt. Die Spannung beträgt 30 Volt. Der RTG beinhaltet 18 wärmeabgebende Module, die jeweils vier Kapseln mit je 151 g Plutonium in Form von Plutonium(IV)-oxid enthalten.
Das Plutonium-238 für RTGs wird in einem aufwändigen Prozess durch Neutronenbeschuss von Brennstäben, die Neptunium-237 enthalten, in einem Kernreaktor erbrütet. Die Kapseln für die New-Horizons-Mission wurden im Los Alamos National Laboratory des US-Energieministeriums (DOE) hergestellt. Mitte 2004 wurden alle Arbeiten des Los Alamos National Laboratory, und somit auch am Plutonium für New Horizons gestoppt, da angeblich einige Festplatten mit geheimen Informationen verschwunden waren. Das Projekt war dadurch in Gefahr, da bei einer unzureichenden Energieversorgung die Sonde keine oder nur eingeschränkte Beobachtungen hätte durchführen können. Die Sicherheitsprobleme des Los Alamos National Laboratory konnten jedoch gelöst werden, und die Arbeiten an den Plutoniumkapseln wurden wieder aufgenommen. Ende 2005 wurde der RTG ausgeliefert und in die Sonde eingebaut.
Vorgesehen war, dass die maximale Leistung des Generators mit voller Plutoniumladung beim Start 285 W und 225 W beim Plutovorbeiflug im Jahr 2015 beträgt. Durch Zerfall des Plutoniums und Alterung von Bauteilen reduziert sich die verfügbare Leistung mit der Zeit. Nach Problemen mit der Herstellung sprach DOE von etwa 190 W verfügbarer Leistung beim Vorbeiflug an Pluto. Als im Oktober 2005 der RTG Tests unterzogen wurde, stellte sich heraus, dass der Generator etwas mehr Leistung liefern konnte als erwartet. Man ging nun von etwa 240 W am Anfang der Mission und 200 W bei Erreichen von Pluto aus.

### Elektronik
New Horizons besitzt zwei Computersysteme: das Command and Data Handling System zur Steuerung der Sonde und zur Arbeit mit wissenschaftlichen Daten sowie das Guidance and Control System zur Navigation und Lagekontrolle. Jedes der Computersysteme ist redundant ausgelegt, sodass die Raumsonde über vier separate Rechnersysteme verfügt. Die Bordrechner verwenden jeweils einen Mongoose-V-Prozessor.
Das Command and Data Handling System verfügt über zwei Flash-Recorder mit jeweils 8 GB Speicherkapazität für die Zwischenspeicherung der wissenschaftlichen Daten, bevor sie zur Erde übertragen werden können.
Um Platz und Gewicht zu sparen, sind die Elektronik der Raumsonde und die Schnittstellen zur Elektronik ihrer Instrumente in einem „Integrated Electronics Module“ (IEM) untergebracht. An Bord befinden sich zwei redundante IEM.

### Kommunikation

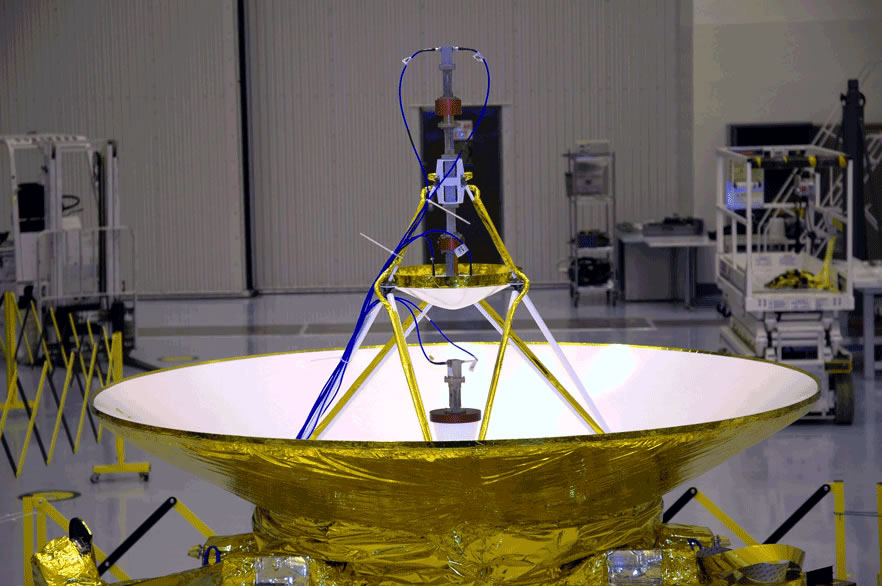
Die Antennen der New-Horizons-Raumsonde: HGA, MGA und eine der beiden LGAs

Das Kommunikationssystem der Raumsonde arbeitet im X-Band und verfügt über eine 2,1-m-Parabol-Hochgewinnantenne (High Gain Antenna – HGA, 42 dBi) mit einem Öffnungswinkel von 0,3° und eine 30-cm-Mittelgewinnantenne (Medium Gain Antenna – MGA) mit einem Öffnungswinkel von 4°. Zusätzlich gibt es zwei Rundstrahlantennen (Low Gain Antenna – LGA) mit niedrigem Gewinn auf entgegengesetzten Seiten der Raumsonde. Alle Antennen sind unbeweglich. Zur Nutzung der HGA- und der MGA-Antennen muss die Sonde auf die Erde ausgerichtet werden. Die Sonde verfügt über zwei redundante 12-Watt-Wanderfeldröhrenverstärker (TWTA), die unter der HGA montiert sind. Die Signale sind unterschiedlich polarisiert, daher können beide TWTAs gleichzeitig zur Übertragung verwendet werden.
Die Hochgewinnantenne und die Mittelgewinnantenne werden zur Datenübertragung genutzt; die Datenübertragungsrate der HGA zu einer 70-m-Antenne des Deep Space Network betrug am Jupiter 38 kbit, in der Nähe Plutos noch etwa 1 kbit pro Sekunde. Die wesentlich älteren Voyager-Sonden erreichten durch ihre größeren Antennenschüsseln in ähnlicher Entfernung bei Jupiter noch circa 115 kbit pro Sekunde im X-Band. Die maximale Datenrate ist für New Horizons weniger wichtig, da die Sonde im Gegensatz zu Voyager alle Daten speichern kann.
Wenn die Sonde nicht auf die Erde ausgerichtet werden kann und diese Antennen nicht zur Verfügung stehen, können stattdessen die beiden Rundstrahlantennen (LGA) der Sonde verwendet werden. Diese brauchen nicht ausgerichtet zu sein, erreichen aber nur sehr niedrige Datenübertragungsraten. Da diese Antennen auf entgegengesetzten Seiten angebracht sind, kann die Sonde unabhängig von ihrer Lage in alle Richtungen senden und empfangen. Die LGA wurden während des Starts und zur Kommunikation in der Nähe der Erde verwendet und dienen darüber hinaus einer Absicherung der Kommunikation im Notfall mit einer Datenrate von mindestens 10 bit pro Sekunde.
Um die Betriebskosten zu senken, verbrachte New Horizons die Flugstrecke zwischen Jupiter und Pluto und teilweise zwischen Pluto und (486958) Arrokoth in einer Art „Winterschlaf“ (hibernation mode). Dabei wurde die Sonde einmal pro Jahr für 50 Tage „aufgeweckt“, um Funktionstests durchzuführen und genaue Flugparameter zu bestimmen. Für die restliche Zeit wurde die Sonde in eine langsame Rotation versetzt. In diesem Zustand sendet sie lediglich einmal pro Woche ein Signal zur Erde, dessen Frequenz entweder den normalen Betrieb der Sonde oder einen von sieben Fehlermodi anzeigt. Hierfür wird eine einfache unmodulierte Trägerwelle einer bestimmten Frequenz verwendet, die leicht zu empfangen und ohne viel technischen Aufwand identifizierbar ist. Ungefähr einmal pro Monat sendet die Sonde einen ausführlicheren Statusbericht. Von den vier Bordcomputern ist nur einer in Betrieb und alle redundanten Systeme sind so weit wie möglich abgeschaltet. Die Hibernation verringert die Abnutzung und reduziert die Unterhaltskosten erheblich, weil kein Personal zum Betrieb nötig ist und Kapazitäten des Deep Space Network für andere Missionen freigegeben werden. Diese Art der Kommunikation wurde mit der Testsonde Deep Space 1 erprobt; New Horizons ist die erste Raumsonde, die sie im operativen Einsatz verwendet.

### Antriebssystem
Das Antriebssystem der Raumsonde wird nur für Kurskorrekturen und zur Lageregelung verwendet. Es ist nicht möglich, die Sonde nach dem Abtrennen von der Raketenoberstufe nochmals stark zu beschleunigen oder abzubremsen, wie es beispielsweise bei einer Orbiter-Mission notwendig wäre. Das Antriebssystem besteht aus 16 Triebwerken, die an acht verschiedenen Stellen der Sondenoberfläche angebracht sind und Hydrazin katalytisch zersetzen. Vier davon werden hauptsächlich für Kurskorrekturen verwendet; sie liefern einen Schub von je 4,4 Newton. Die übrigen zwölf sind kleiner und erzeugen je 0,8 Newton Schub; sie dienen zur Ausrichtung der Sonde sowie zum Einleiten und Stoppen der Rotation. Acht der sechzehn Triebwerke dienen als Reserve.
Die Sonde hatte beim Start 77 kg Hydrazin an Bord, was ausreichen würde, um die Geschwindigkeit der Sonde um etwa 400 m/s zu ändern (minimal waren bei der Missionsplanung 290 m/s vorgesehen). Der größte Teil davon war vorgesehen, um nach der Passage von Pluto weitere Kuipergürtelobjekte ansteuern zu können. Der Treibstoff wird mit gasförmigem Helium unter Druck gesetzt und in die Triebwerke gepresst.

### Navigationssystem
Navigationssysteme und Sensoren liefern Informationen zu Position, Kurs und räumlicher Ausrichtung der Sonde während des Flugs. Diese Daten dienen zur Kurskorrektur und zur Ausrichtung der Instrumente auf die Beobachtungsziele und der Antenne auf die Erde.
Zur Navigation werden zwei redundante A-STR-Sternkameras (Star Tracker), Trägheitsmesssysteme (Inertial Measurement Units, IMUs) und Sonnensensoren verwendet. Die Navigationsdaten werden durch das Guidance-and-Control-Computersystem verarbeitet, das die Lage der Sonde durch das Zünden der kleinen Triebwerke kontrolliert. Eine der Sternkameras macht zehnmal pro Sekunde eine Weitwinkelaufnahme des Sternenhintergrundes und vergleicht sie mit einer gespeicherten Sternenkarte, die etwa 3000 Sterne enthält. Dadurch wird die genaue Ausrichtung der Sonde sowohl im drei-Achsen-stabilisierten als auch im spinstabilisierten Betrieb bestimmt. Die IMUs, die aus Gyroskopen und Beschleunigungsmessern bestehen, liefern 100-mal pro Sekunde Informationen zu Bewegungen der Sonde. Die Sonnensensoren dienen der Ausrichtung der Sonde auf die Sonne (und damit aus großer Entfernung auch auf die Erde) und zur Sicherstellung einer Kommunikation im Falle des Versagens anderer Navigationssysteme. Diese Sensoren sind sehr einfach aufgebaut und signalisieren nur, ob sie die Sonne sehen oder nicht.

### Temperaturkontrolle
New Horizons kann die von der Elektronik erzeugte Wärme wie eine Isolierkanne im Inneren behalten. Bei großer Entfernung zur Sonne ist dies erforderlich, um Betriebstemperaturen von 10 bis 30 °C zu gewährleisten. Dazu ist der Sondenkörper inklusive der großen Antenne mit einer leichtgewichtigen goldfarbenen Bedeckung versehen, die aus 18 Lagen Dacrongewebe besteht, die zwischen einem aluminisierten Mylargewebe und einer Kaptonfolie liegen. Neben der thermischen Isolation dient diese Bedeckung auch dem Mikrometeoritenschutz.
Ein automatisches Heizsystem überwacht den Energieverbrauch im Inneren der Sonde, um sicherzustellen, dass alle Geräte mit genügender Leistung arbeiten und somit genug Wärme abgeben. Fällt der Energiebedarf unter etwa 150 Watt, werden kleine Heizelemente im Inneren der Sonde eingeschaltet, um den Leistungsunterschied auszugleichen.
Solange sich die Sonde in der Nähe der Erde und damit auch der Sonne befand, konnten die Temperaturen die zulässigen Werte übersteigen. Für diesen Fall verfügt die Sonde über eine Art Jalousiesystem („Louvres“) mit Lamellen, die geöffnet wurden, um übermäßige Wärme in den Weltraum abzustrahlen. Im geschlossenen Zustand sorgt die helle Außenfläche der Lamellen für eine geringe Abstrahlung.

## Instrumente
Die Sonde trägt sieben wissenschaftliche Instrumente. Dabei werden einige Instrumente in Gruppen zusammengefasst; so enthält Pluto Exploration Remote Sensing Investigation (PERSI) die Instrumente Ralph und Alice und Particle Spectrometer Suite (PAM) die Instrumente SWAP und PEPSSI. Die Instrumente haben insgesamt eine Masse von etwa 30 kg und verbrauchen zusammen rund 28 Watt elektrischer Leistung. Nach dem Vorbeiflug an Arrokoth bekamen der Bordcomputer und die Instrumente eine neue Software für neue und veränderte Aufgaben. Mehrere spätere Missionen wie beispielsweise Lucy oder DART verwendeten seither Kopien oder Weiterentwicklungen dieser Instrumente.

### Ralph

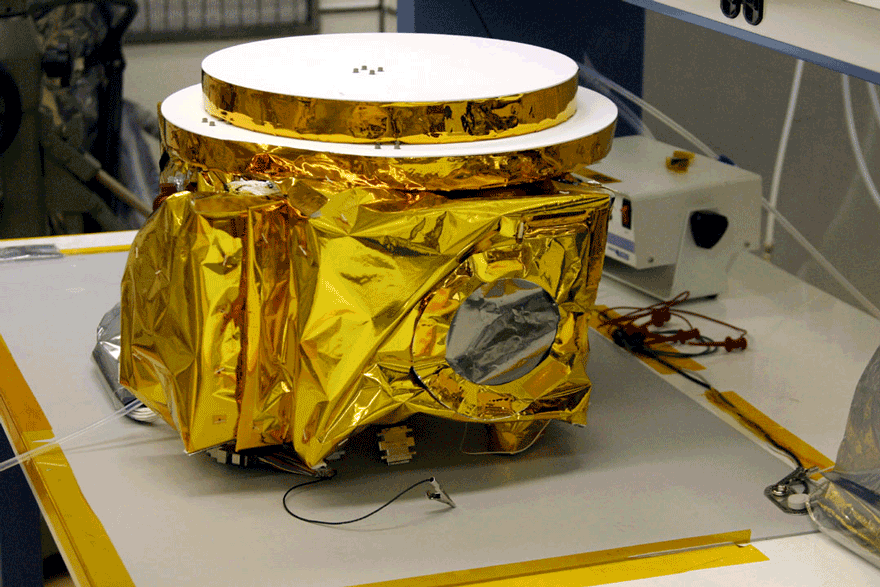
Ralph vor dem Einbau in die Sonde

Ralph ist ein optisches Observatorium, das dafür ausgelegt wurde, farbige Karten der Oberflächen von Pluto und Charon mit einer Auflösung von bis zu 250 m pro Pixel zu erstellen und die Zusammensetzung der Oberflächen beider Körper zu kartieren. Das Instrument verfügt über ein Spiegelteleskop in Form eines Drei-Spiegel-Anastigmaten mit einer 6 cm weiten Öffnung, dessen eingesammeltes Licht zu zwei getrennten Kameras geleitet wird: zur Multispectral Visible Imaging Camera (MVIC), die über vier CCD-Sensoren für Farbbilder und drei für panchromatische (schwarz-weiße) Bilder verfügt, und zum Linear Etalon Imaging Spectral Array (LEISA). MVIC arbeitet im sichtbaren Lichtspektrum bei 400 bis 950 nm und LEISA im infraroten Bereich bei 1250 bis 2500 nm Wellenlänge. Die Auflösung der MVIC beträgt 20 μrad, die des LEISA 62 μrad. Ralph wiegt 10,3 kg und benötigt im Mittel 6,3 Watt Leistung. Das Instrument wurde von Ball Aerospace, dem Goddard Space Flight Center der NASA und dem Southwest Research Institute entwickelt. Im Juni 2017 erhielt LEISA den Beinamen Lisa Hardaway Infrared Mapping Spectrometer, zu Ehren von Lisa Hardaway, die bei der Konstruktion und Entwicklung des Instruments wichtige Beiträge geleistet hatte. Durch ein Upgrade der Software können seit 2021 die Bilder der MVIC bei der Beobachtung von lichtschwachen Objekten mit denen von LORRI kombiniert werden.

### Alice
Alice ist ein abbildendes Ultraviolett-Spektrometer, das insbesondere zur Untersuchung der Atmosphäre von Pluto verwendet wurde. Alice wurde dazu in zwei Modi betrieben: im „Airglow-Modus“, bei dem die Emissionen der Atmosphäre gemessen wurden, und im „Occultation-Modus“, bei dem das Instrument durch die Atmosphäre Plutos auf die Sonne oder auf einen anderen leuchtstarken Stern gerichtet und die Zusammensetzung der Atmosphäre durch Absorption des Lichts bestimmt wurde. Alice arbeitet im ultravioletten Lichtbereich bei 50 bis 180 nm Wellenlänge und besteht aus einem kompakten Teleskop, einem Spektrografen und einem Sensor, der 32 getrennte Flächen („Pixel“) mit je 1024 spektralen Kanälen aufweist. Das Instrument kann Lyman-α (Ly-α) Strahlung im Bereich von 121,6 nm Wellenlänge erkennen.
Alice wiegt 4,5 kg und benötigt im Mittel 4,4 Watt Leistung. Das Instrument wurde vom Southwest Research Institute entwickelt und ist eine weiterentwickelte Version des Alice-Instrumentes der europäischen Rosetta-Sonde, das ebenfalls in den USA entwickelt wurde. Im Juli und August 2021 wurden neue Softwarepakete für Alice auf den Hauptcomputer hochgeladen und getestet. Alice kann damit systematisch den Himmel mit dem UV-Spektrometer abbilden.

### LORRI (Long Range Reconnaissance Imager)

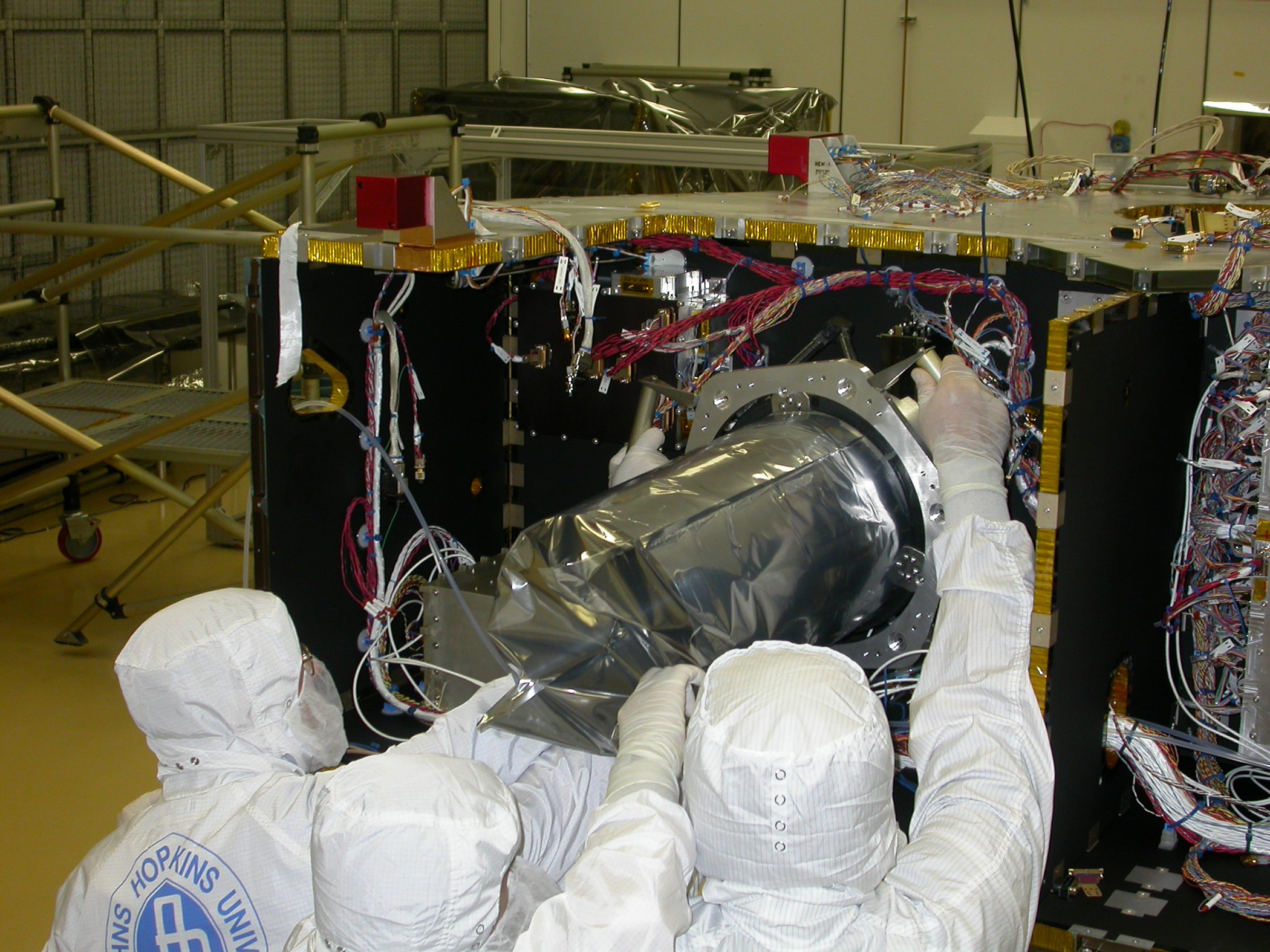
LORRI wird eingebaut

LORRI ist eine hochauflösende CCD-Kamera (1024 × 1024 Pixel) für sichtbares Licht, die an einem Ritchey-Chrétien-Spiegelteleskop montiert ist. Der Spiegel hat einen Durchmesser (Apertur) von 20,8 cm, Primär- und Sekundärspiegel bestehen aus Siliciumcarbid. Die Kamera hat einen Bildwinkel von 0,29° und eine Brennweite von 2630 mm bei einer Auflösung von 4,95 μrad. Das Instrument ist sehr einfach aufgebaut, es hat keine Farbfilter oder bewegliche Teile. Sein Empfindlichkeitsbereich umfasst das Lichtspektrum von 350 bis 850 nm Wellenlänge. Der Bildsensor wird bei einer Temperatur von −70 °C betrieben. LORRI wiegt 8,8 kg und benötigt im Mittel 5,8 Watt Leistung. Das Instrument wurde vom Applied Physics Laboratory der Johns Hopkins University entwickelt. LORRI nahm bereits 120 Tage vor der Begegnung mit Pluto als erstes Instrument Bilder des Zwergplaneten und seiner Monde auf, die zu diesem Zeitpunkt kaum weiter als zu einzelnen Lichtpunkten aufgelöst werden konnten. 90 Tage vor der Begegnung übertraf LORRIs Auflösung bereits die des Hubble-Weltraumteleskops. Bei dem nahen Vorbeiflug an Pluto konnte LORRI Strukturen bis 50 m Größe auflösen. Im Juli 2019 wurde eine neue Software für diese Kamera zur Sonde hochgeladen. Die Software erlaubt längere Belichtungszeiten und ermöglicht die Beobachtung von lichtschwächeren Objekten als bisher.
Das robuste Design der Kamera hat sich bewährt. Eine Reihe von späteren Raummissionen wurden mit Nachfolgemodellen von LORRI ausgesrüstet, darunter DART und Lucy.

### REX (Radio Experiment)
REX ist ein Radiowellenexperiment, das mit der Hauptantenne der Sonde durchgeführt wurde. Dazu wurden nach dem Passieren des Pluto mit Hilfe von Antennen des Deep Space Network Signale zur Sonde gesendet, die während des Durchgangs durch Plutos Atmosphäre verändert wurden und in diesem Zustand zu New Horizons gelangten. Die Signale wurden gespeichert und später zurück zur Erde übertragen. Dadurch ließ sich die Dichte und Zusammensetzung der Atmosphäre studieren. Das Experiment selbst besteht aus einer kleinen, 100 g schweren Leiterplatte mit Signalverarbeitungselektronik, die im Kommunikationssystem der Raumsonde integriert ist und im Mittel 2,1 Watt Leistung benötigt. Da das komplette Kommunikationssystem redundant ist, verfügt New Horizons über zwei Exemplare von REX. Das Experiment wurde von der Stanford University und dem Applied Physics Laboratory der Johns Hopkins University entwickelt. Durch ein Update von 2021 kann REX das Venetia-Instrument bei der Messung von Staubpartikeln ergänzen. Ein Partikeleinschlag verursacht eine minimale Dopplerverschiebung, die mit dem Radioexperiment erkannt und ausgewertet wird.

### SWAP (Solar Wind Analyzer around Pluto)

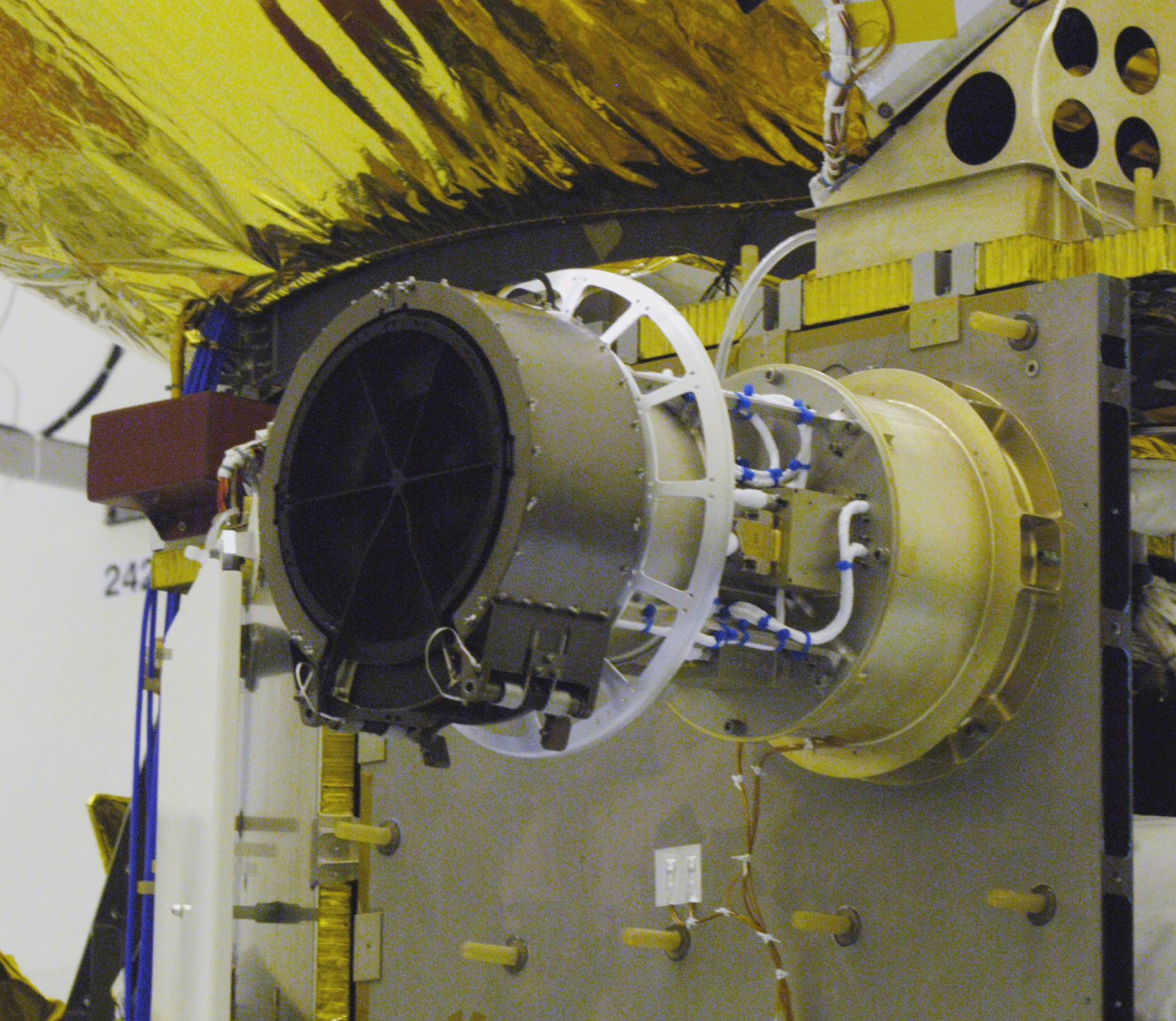
SWAP montiert auf New Horizons

Dieses Instrument misst geladene Teilchen mit Energien bis zu 6,5 keV. Das Instrument wurde vom Southwest Research Institute entwickelt, um Teilchen zu messen, die aus Plutos Atmosphäre entweichen und vom Sonnenwind mitgerissen werden. Dadurch sollte festgestellt werden, ob Pluto über eine Magnetosphäre verfügt. Weiterhin konnte der Sonnenwind in der Nähe von Pluto studiert werden, außerdem wurden so Daten über die Atmosphäre gesammelt. SWAP wiegt 3,3 kg und benötigt im Mittel 2,3 Watt Leistung. SWAP wird außerdem zur Erforschung der Heliosphäre und des Kuipergürtels eingesetzt und kann auch während der Hibernation Daten sammeln. Im Februar 2021 gab es ein Upload mit neuen Funktionen für SWAP.

### PEPSSI (Pluto Energetic Particle Spectrometer Science Investigation)
PEPSSI ist ein Ionen- und Elektronenspektrometer, das nach neutralen Atomen suchte, die aus Plutos Atmosphäre entweichen und vom Sonnenwind aufgeladen werden. Es werden in das Instrument eintretende Ionen mit Energien von 1 bis 5000 keV und Elektronen mit Energien von 20 bis 700 keV erfasst, wobei die Masse und Energie jedes einzelnen Partikels gemessen wird. PEPSSI wiegt 1,5 kg und benötigt im Mittel 2,5 Watt Leistung. Das Instrument wurde vom Applied Physics Laboratory der Johns Hopkins University entwickelt. PEPSSI wird außerdem zur Erforschung der Heliosphäre und des Kuipergürtels eingesetzt und kann auch während der Hibernation Daten sammeln. Eine neue Software für PEPSSI zur Erkennung von Plasma aus Sonneneruptionen wurde im April 2022 hochgeladen.

### Venetia (Venetia Burney Student Dust Counter)

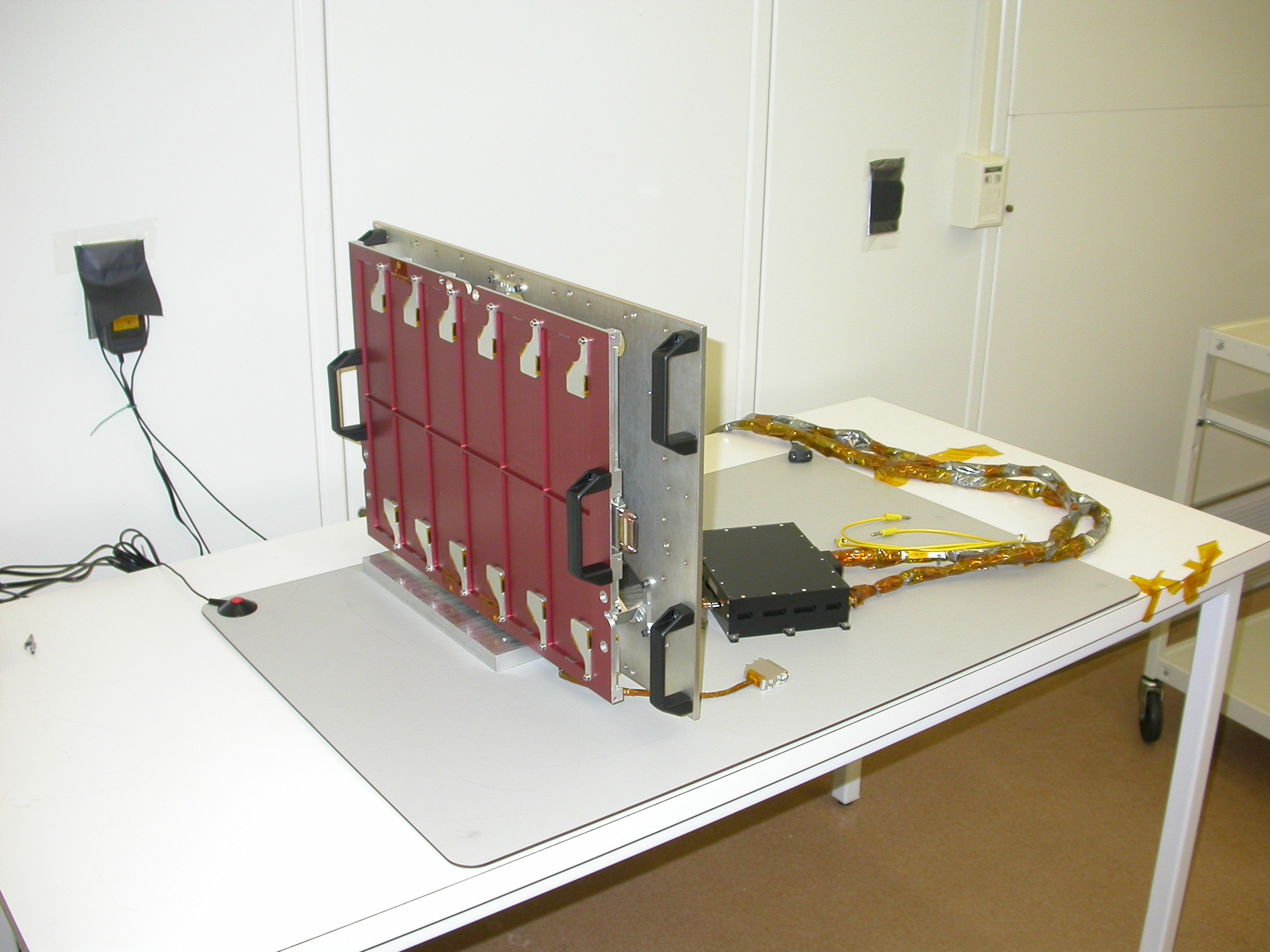
Der von Studenten gebaute Staubpartikelzähler

Venetia ist ein Instrument zur Messung von Staubpartikeln entlang der gesamten Flugroute. Es wurde von Studenten der University of Colorado entwickelt und ist das erste von Studenten gebaute Instrument auf einer planetaren Mission der NASA. Das Gerät hieß zunächst Student-built Dust Counter (SDC), wurde aber im Juni 2006 zu Ehren der Britin Venetia Phair umbenannt, die 1930 den Namen „Pluto“ für den neu entdeckten Planeten vorgeschlagen hatte. Das Instrument Venetia zählt auftreffende Staubpartikel und bestimmt deren Masse. Es wird als erstes Instrument dieser Art weiter als 18 AE entfernt von der Erde betrieben. Es liefert Informationen, die unter anderem zur Abschätzung der Kollisionsrate von Asteroiden, Kometen und Kuipergürtelobjekten im äußeren Sonnensystem genutzt werden. Venetia kann auch während der Hibernation Daten sammeln. Das Instrument besteht aus einer 46 cm × 30 cm großen Detektorplatte, die auf der Außenhaut der Sonde angebracht ist, und einer Elektronikbox im Inneren der Sonde. Es können Partikel mit einer Masse von 4e-15 bis 4e-12 kg (4 pg bis 4 ng) erfasst werden. Venetia wiegt 1,9 kg und benötigt im Mittel 5 Watt Leistung.
Durch ein Softwareupdate kann Venetia seit 2021 das REX-Experiment mit der Messung von Staubpartikeln ergänzen. Ein Partikeleinschlag verursacht eine minimale Dopplerverschiebung, die mit dem Radioexperiment erkannt und ausgewertet wird. Somit kann man damit mehr Informationen über Richtung und Geschwindigkeit des Partikels gewinnen.

## Weitere Ausstattung
Neben der wissenschaftlichen Ausrüstung befinden sich an Bord von New Horizons einige kulturelle Gegenstände. Darunter sind zwei Vierteldollar-Münzen von Maryland und Florida (den Staaten, in denen die Sonde gebaut und gestartet wurde), ein Bauteil des Raumflugzeugs SpaceShipOne, eine Daten-CD mit den Namen von 434.738 Personen, die sich auf der New-Horizons-Website für die Aktion „Send Your Name to Pluto“ angemeldet hatten, und eine 1991 ausgegebene US-Briefmarke mit der Aufschrift „Pluto Not Yet Explored“ (Pluto noch nicht erkundet). Es ist die Briefmarke, die bisher am weitesten gereist ist und damit auch den Guinness-Weltrekord hält. An Bord befindet sich auch ein Gefäß mit etwa 30 Gramm Asche von Clyde Tombaugh, der Pluto 1930 entdeckt hatte.

## Vorbereitungen und Start

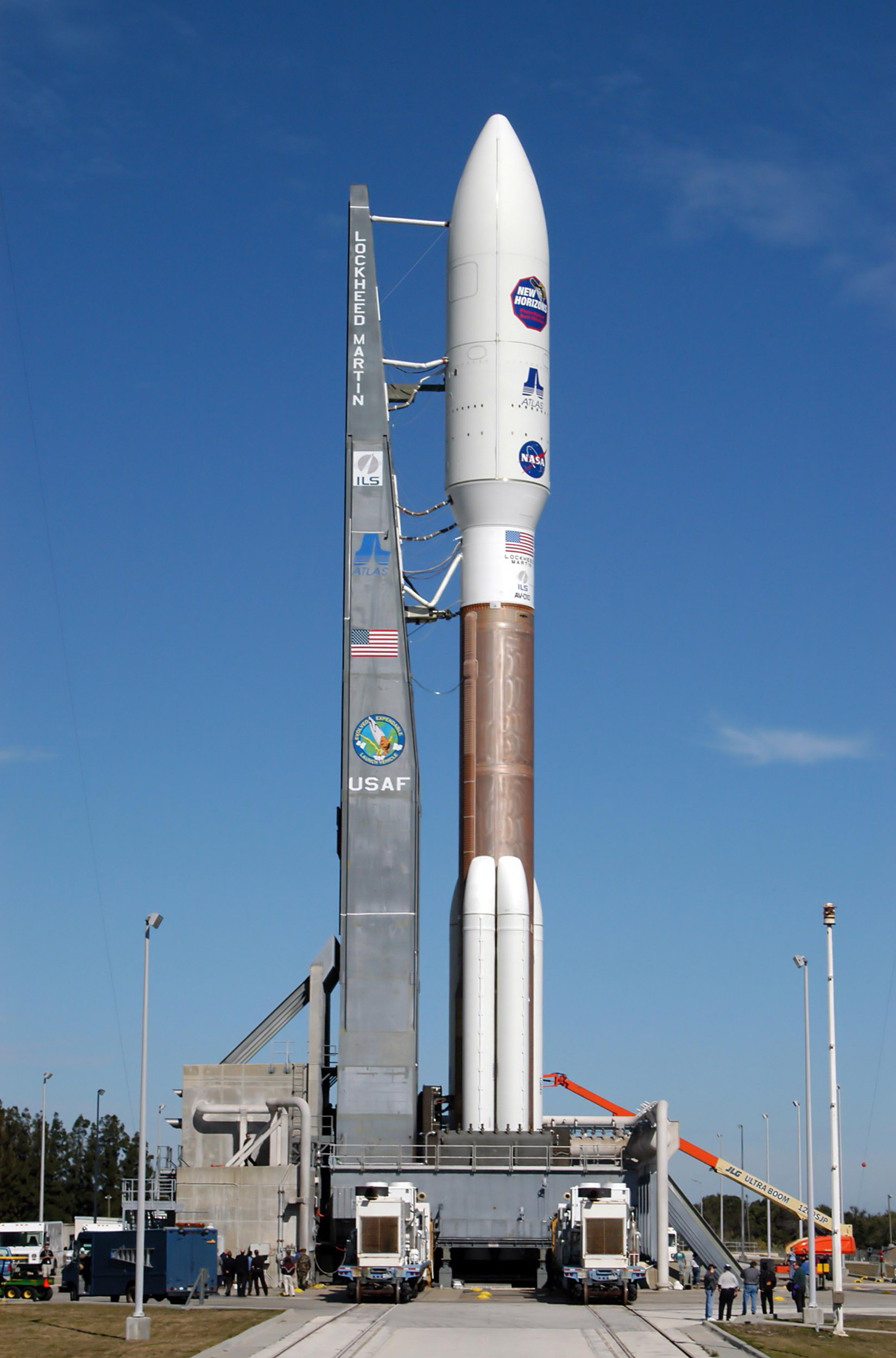
Die Trägerrakete bei den Startvorbereitungen

### Konzepte für eine Mission zu Pluto
Bereits seit Anfang der 1990er Jahre gab es Bestrebungen, eine Mission zu Pluto zu starten. Vorrangig war dabei, Pluto zu erreichen, bevor seine dünne Atmosphäre ausfrieren würde, denn die Umlaufbahn des Zwergplaneten ist sehr exzentrisch. Pluto erreichte den sonnennächsten Punkt seiner Umlaufbahn (Perihel) bereits 1989. Diese Annahme, dass die Atmosphäre nach der Passage des sonnennäheren Bahnbereiches bald ausfrieren würde, konnte jedoch bislang nicht bestätigt werden. Gegenwärtig entfernt sich Pluto von der Sonne, sodass es auf ihm immer kälter wird; erst im Jahr 2247 wird er sein nächstes Perihel einnehmen.
Die ersten Konzepte einer Mission (Pluto Fast Fly-By, Pluto Kuiper Express) scheiterten an technischen und finanziellen Schwierigkeiten. Ende 2000 startete die NASA eine neue Initiative für eine Pluto-Mission. New Horizons war eines von mehreren vorgelegten Missionskonzepten und wurde am 29. November 2001 als erste Mission des neu geschaffenen New-Frontiers-Programms der NASA zur Realisierung genehmigt.
Zunächst war auch eine weitgehend baugleiche Sonde New Horizons 2 geplant, die Uranus und verschiedene Kuipergürtelobjekte besuchen sollte. Nach der Planungsphase erhielt das Projekt keine Finanzierungszusage und wurde 2004 gestoppt. Bis zu dem damals geplanten Startzeitpunkt hätte vermutlich nicht genügend Plutonium für die RTGs zur Verfügung gestanden.

### Vorbereitungen
Die Instrumente der Sonde wurden zwischen Juli 2004 und März 2005 ausgeliefert, Zusammenbau und Prüfung liefen von August 2004 bis Mai 2005. Anschließend wurde die fertig gebaute Sonde ausgiebig getestet. Am 24. September 2005 erfolgte der Transport zum NASA-Weltraumbahnhof Kennedy Space Center am Cape Canaveral.
Im Oktober 2005 beschädigte der Hurrikan Wilma einen Feststoffbooster der fast fertig montierten Atlas-V-Trägerrakete für New Horizons, als ein Tor der Montagehalle dem Winddruck nicht standhielt. Der Booster konnte jedoch noch rechtzeitig vor dem geplanten Starttermin am 11. Januar 2006 ausgetauscht werden.
Am 16. Dezember 2005 ordnete die NASA eine zusätzliche Überprüfung der Tanks der ersten Raketenstufe an, weil bei einem Druckbelastungstest einer anderen Atlas-Rakete diese Stufe der geforderten Maximalbelastung nicht standgehalten hatte. Dadurch verschob sich der Starttermin um sechs Tage auf den 17. Januar 2006.

### Start
| Startfenster 2006 | Startfenster 2006 |
| Start             | Ankunft           |
| ----------------- | ----------------- |
| 11. bis 27. Jan.  | 14. Juli 2015     |
| 28. Jan.          | 15. Aug. 2015     |
| 29. bis 31. Jan.  | 12. Juli 2016     |
| 01. und 2. Feb.   | 11. Juli 2017     |
| 03. bis 08. Feb.  | 10. Juli 2018     |
| 09. bis 12. Feb.  | 07. Juni 2019     |
| 13. und 14. Feb.  | 20. Juli 2020     |
| Startfenster 2007 |                   |
| 02. bis 15. Feb.  | 2019 bis 2020     |

Das Startfenster öffnete sich am 11. Januar 2006 und blieb bis zum 14. Februar 2006 bestehen. Allerdings bestand nur bei einem Start bis einschließlich 2. Februar die Möglichkeit eines Vorbeiflugs (Swing-by-Manöver) am Jupiter. Danach hätte man Pluto nur auf direktem Weg erreichen können, was die Flugzeit um mehrere Jahre verlängert und die Menge des mitführbaren Treibstoffes um 20 kg reduziert hätte.
Nachdem der geplante Start am 17. Januar 2006 wegen zu starken Windes mehrmals verschoben werden musste, sollte New Horizons am 18. Januar 2006 starten. Wegen eines Stromausfalls in der Bodenstation der Johns Hopkins University konnte auch dieser Termin nicht gehalten werden. Am 19. Januar startete New Horizons nach mehreren Verschiebungen wegen dichter Bewölkung schließlich um 19:00 Uhr UTC (das Startfenster war von 18:07 bis 20:07 Uhr UTC offen) vom Launch Complex 41 der Cape Canaveral Air Force Station. Nach 44 Minuten und 55 Sekunden wurde die Sonde von der Rakete in ihre Flugbahn ausgesetzt.
Obwohl die verwendete Atlas-V-Rakete zu jenem Zeitpunkt die stärkste aktive Trägerrakete der Welt war, musste die Nutzlast mit einer zusätzlichen Star-48B-Kickstufe ausgestattet werden, um die Sonde auf eine Geschwindigkeit deutlich über der Fluchtgeschwindigkeit beschleunigen zu können. New Horizons verließ die Erde mit der bis dahin höchsten je erreichten Geschwindigkeit von 16,21 km/s. An anderen Tagen des Startfensters wäre die Geschwindigkeit etwas anders gewesen. Besonders nach dem 2. Februar, ohne die Möglichkeit eines Vorbeiflugs am Jupiter, hätte die Geschwindigkeit der Sonde noch deutlich höher sein müssen.

## Beobachtung im Jupiter-System

### Auf dem Weg zum Jupiter

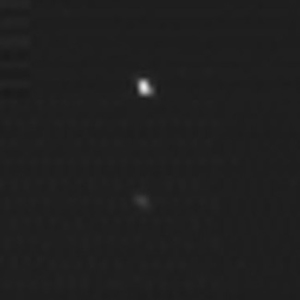
Aufnahmen des Asteroiden (132524) APL (Juni 2006)

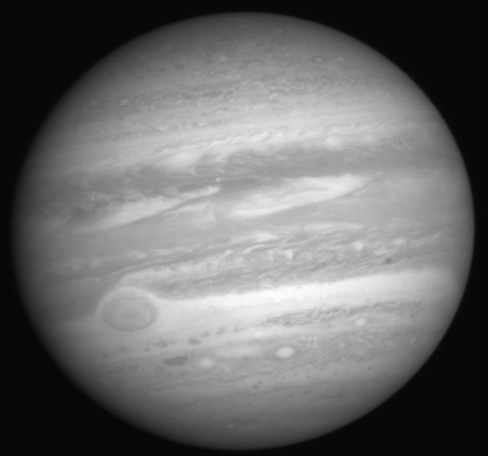
Von der LORRI-Kamera aufgenommenes Foto des Planeten Jupiter

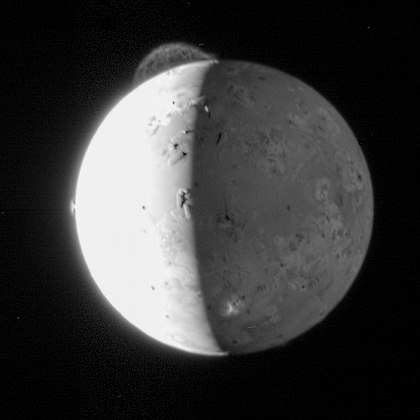
Ausbruch des Tvashtar-Vulkans auf dem Jupitermond Io (Februar 2007)

Einen Tag nach dem Start wurde die Rotation der Sonde von 68 Umdrehungen pro Minute, in die sie von der Raketenoberstufe versetzt worden war, auf 19,2 Umdrehungen pro Minute reduziert. Am 22. Januar wurde die Rotation weiter auf 5 Umdrehungen pro Minute gesenkt, und die Sternenkameras wurden in Betrieb genommen.
Am 28. Januar 2006 wurde eine erste Kurskorrektur (TCM-1A) durchgeführt, wobei die Triebwerke für etwa fünf Minuten feuerten. Zwei Tage später folgte die nächste, zwölf Minuten lange Kurskorrektur (TCM-1B). Die beiden Kurskorrekturen ergaben eine Geschwindigkeitsänderung von 18 m/s. Eine weitere Kurskorrektur (TCM-2) war für den 15. Februar geplant, wurde jedoch abgesagt. Die nächste, 76 Sekunden lange Kurskorrektur (TCM-3) erfolgte am 9. März 2006 und war die erste, die im drei-Achsen-stabilisierten Betrieb durchgeführt wurde. Durch TCM-3 wurde die Geschwindigkeit der Sonde um 1,16 m/s verändert.
Im Februar 2006 wurde der Schutzverschluss des Alice-Spektrometers geöffnet, am 13. März folgte der des SWAP-Instruments. Im März wurde auch das SDC-Experiment aktiviert. Bis Ende März hatten alle Instrumente ihre internen Elektronik-Checks absolviert. Am 7. April 2006 kreuzte die Sonde nach 78 Tagen Flugzeit die Marsbahn. Im Mai wurden die Schutzverschlüsse der Instrumente PEPSSI (3. Mai), Alice (20. Mai) und Ralph (29. Mai) geöffnet. Im Sommer wurden die Experimente kalibriert.
New Horizons näherte sich auf dem Weg durch den Asteroidengürtel am 13. Juni 2006 um 04:05 Uhr UTC bis auf 101.867 km dem 3 bis 5 km großen Asteroiden (132524) APL. Der Schutzverschluss der hochauflösenden Kamera LORRI wurde erst am 29. August 2006 geöffnet, daher erfolgten visuelle Beobachtungen nur mit dem schwächeren Ralph-Instrument. Dieses konnte den Asteroiden lediglich als ein Objekt von ein bis zwei Bildpunkten Größe auflösen.
Am 4. September 2006 nahm New Horizons aus 291 Millionen Kilometern Entfernung ein erstes Bild von Jupiter auf. Es wurde mit der LORRI-Kamera erzeugt. Auch andere Instrumente beobachteten Jupiter, in erster Linie zum Zweck der Kalibrierung.

### Vorbeiflug am Jupiter
Wissenschaftlich relevante Untersuchungen des Jupitersystems begannen im Januar 2007 und dauerten bis Ende Juni 2007 an. Es waren etwa 700 Beobachtungen und Messungen des Gasplaneten, seiner Monde und seiner Magnetosphäre geplant. New Horizons war das achte Raumfahrzeug, das Jupiter erreichte.
Am 28. Februar 2007 flog New Horizons an Jupiter vorbei. Die geringste Entfernung zu dem Planeten wurde um 05:43 Uhr UTC erreicht und betrug etwa 2,3 Millionen Kilometer (ca. 32 Jupiterradien). Dies ist ein Drittel der Entfernung, in der die Saturnsonde Cassini-Huygens Jupiter passierte. Die Flugbahn von New Horizons lag knapp außerhalb der Umlaufbahn von Kallisto, dem äußersten der vier Galileischen Monde. Die Sonde lieferte neue Erkenntnisse über das Planetensystem. Während des Vorbeifluges fertigte sie Aufnahmen von Jupiter, seinen Ringen und allen vier Galileischen Monden an, außerdem wurden Messungen des Magnetfeldes durchgeführt. Auf Io konnte ein Vulkanausbruch beobachtet werden. Durch den Vorbeiflug erfuhr die Sonde einen Geschwindigkeitszuwachs von 3890 m/s und wurde auf eine Flugbahn zum Pluto umgelenkt, wofür sie um etwa 2,5° nordwärts aus der Ekliptik herausgelenkt wurde. Die Flugzeit zu Pluto konnte damit gegenüber einer Flugbahn ohne Vorbeiflug an Jupiter um mehrere Jahre verkürzt werden.

### Bereich der äußeren Planeten
Am 8. Juni 2008 kreuzte New Horizons die Umlaufbahn von Saturn, blieb dabei aber weit von ihm entfernt. Am 30. Juni 2010 wurde eine Kurskorrektur durchgeführt und durch einen Schubimpuls von 36 Sekunden Dauer die Geschwindigkeit der Sonde um etwa 0,45 m/s erhöht, um eine Abbremsung durch vom Isotopengenerator an der Hochgewinnantenne rückgestreute Thermalstrahlung auszugleichen. Am 18. März 2011 um 23 Uhr erreichte die Sonde die Umlaufbahn von Uranus, wobei der Eisriese zu diesem Zeitpunkt mehr als 3,8 Milliarden Kilometer entfernt war und daher keine Beobachtungen durchgeführt wurden. Am 25./26. August 2014 wurde die Umlaufbahn von Neptun erreicht, exakt 25 Jahre nach dem Vorbeiflug von Voyager 2 an Neptun. Auch Neptun befand sich für sinnvolle Beobachtungen zu weit von New Horizons entfernt; dennoch wurden am 10. Juli 2014 einige Aufnahmen von Neptun aus knapp vier Milliarden Kilometer Entfernung gemacht.
Man wollte auch Neptun-Trojaner wie etwa 2011 HM102 beobachten, falls sie der Sonde nahe genug gekommen wären. Da sich New Horizons jedoch bis auf höchstens 1,2 AE näherte, wurde schließlich auf eine Beobachtung verzichtet.

## Pluto und Charon

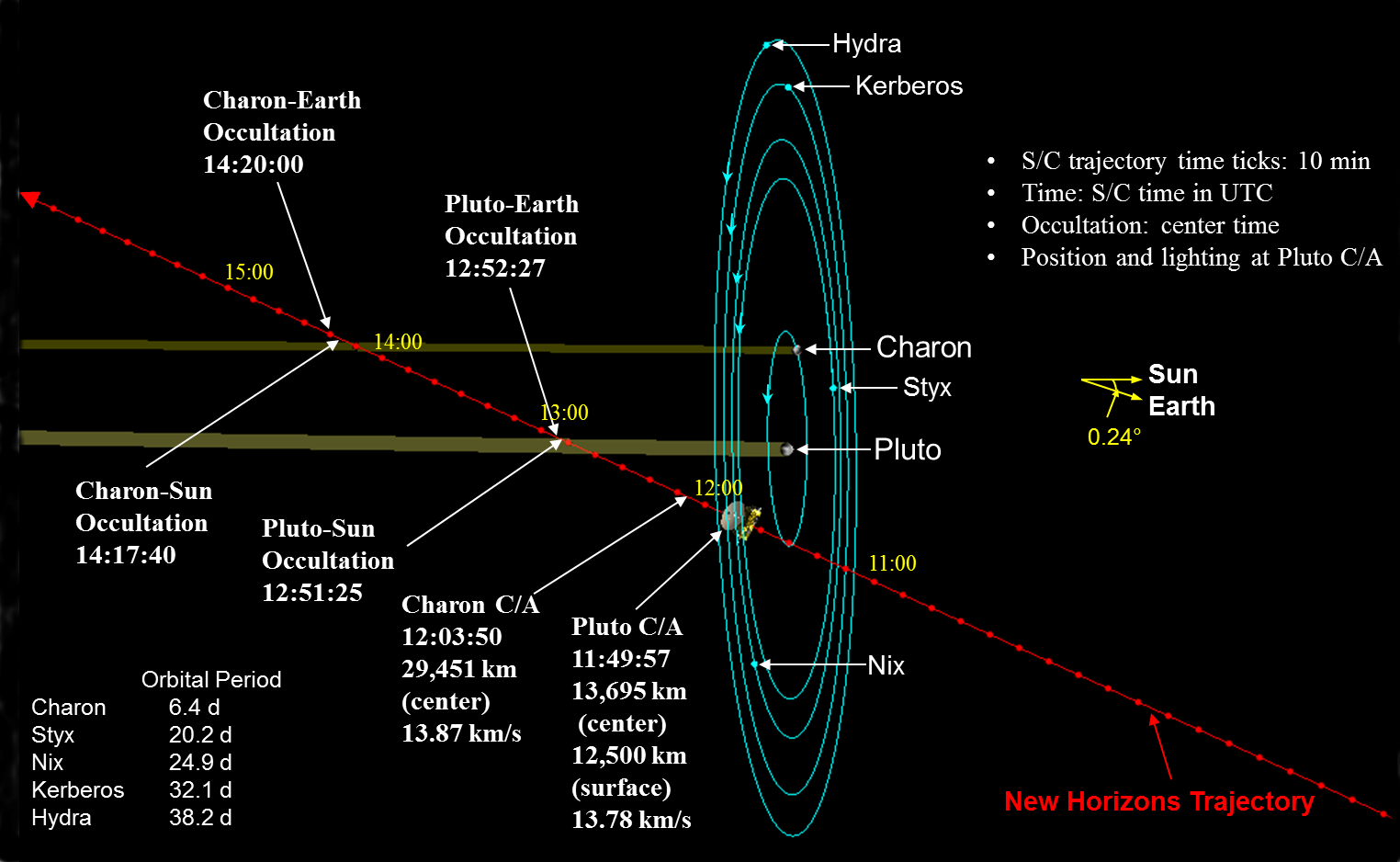
Die einzelnen Phasen des Vorbeifluges am Pluto-System (englisch)

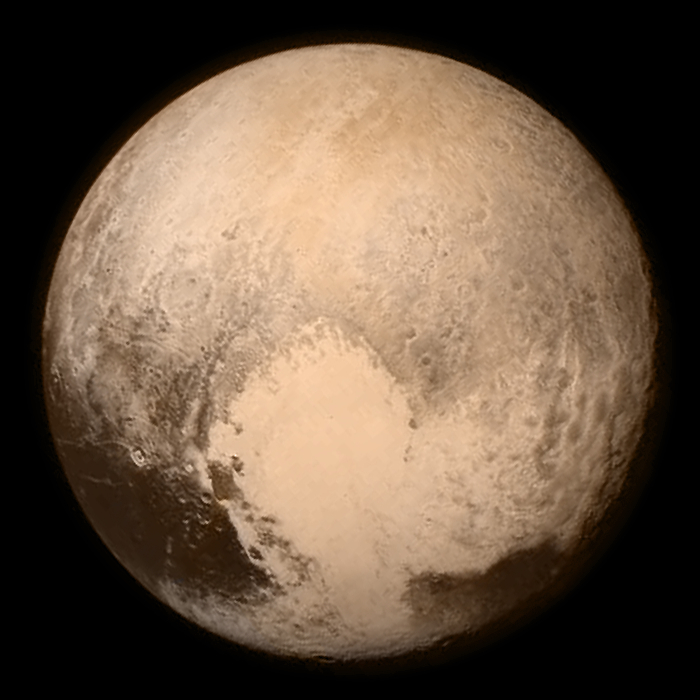
Pluto am 13. Juli 2015

Die Beobachtungen des Pluto-Charon-Systems begannen etwa 150 Tage vor der größten Annäherung. Am 15. April 2015 wurde das erste kombinierte Farbbild von Pluto und Charon veröffentlicht. Die Aufnahmen der LORRI-Kamera übertrafen bereits das beste Auflösungsvermögen des Hubble-Weltraumteleskops. In den darauf folgenden Wochen wurden in Abständen von drei bis sechs Tagen immer detailreichere Bilder der Pluto-Oberfläche und seines größten Begleiters veröffentlicht.
Am 4. Juli 2015 und damit zehn Tage vor dem Vorbeiflug versetzte New Horizons sich aufgrund eines Computerproblems in einen Sicherheitsmodus. Der Computer war dabei, die letzten Bilder zu komprimieren und auf den Flash-Speicher abzulegen, als gleichzeitig die umfangreichen Befehle für den Beobachtungsplan empfangen wurden. Dieses führte zu einer Überlastung und Blockade des Computersystems, anschließend wurde automatisch auf das redundante B-Side-Computersystem umgeschaltet. Das DSN stellte zur Fehlerbehebung außerplanmäßig alle nötigen Ressourcen zur Kommunikation mit der Sonde zur Verfügung. Am 7. Juli 2015 war der Fehler behoben, und New Horizons konnte den wissenschaftlichen Betrieb wieder aufnehmen. Die Sonde war so programmiert, dass sie während des bevorstehenden Vorbeiflugs nicht in den Sicherheitsmodus schalten konnte.
Am 14. Juli 2015 passierte die Sonde den Zwergplaneten mit einer Geschwindigkeit von 14,5 km/s und erreichte damit das Ziel ihrer Primärmission. Pluto war zu diesem Zeitpunkt 32,9 AE von der Sonne entfernt. Es wurden globale Karten von Pluto und Charon erstellt, hochaufgelöste Fotos mit bis zu 25 m pro Pixel Auflösung gewonnen, die Temperaturverteilung gemessen und die Oberfläche sowie die Atmosphäre des Planeten studiert. Planmäßig flog die Sonde um 13:50 MESZ in 12.500 km Entfernung an Pluto und um 14:04 MESZ in 28.800 km Entfernung an Charon vorbei. Um 14:51 MESZ durchquerte sie den Schatten von Pluto und um 16:18 Uhr MESZ den von Charon; dabei gewann sie Daten über deren Atmosphäre. Die besonders datenintensive Phase des Vorbeiflugs dauerte – je nach Definition – maximal drei Stunden.
Da die Datenübertragungsrate wegen der großen Entfernung zwischen Sonde und Erde für eine Übermittlung in Echtzeit zu gering war, wurden die Daten auf dem 8 GB großen Flash-Speicher des Bordcomputers zwischengespeichert. In der Woche nach dem Vorbeiflug wurden zunächst besonders wichtige Daten gesendet. Danach folgten laufende Messungen von Experimenten wie SWAP und PEPSSI, die nur eine geringe Datenmenge produzierten und die auch nach dem Vorbeiflug weiter Messungen durchführen. Vom 5. September 2015 bis 25. Oktober 2016 wurden alle gespeicherten Daten vom Vorbeiflug in voller Qualität übertragen. Die gesamte Übertragung dauerte länger als 15 Monate.

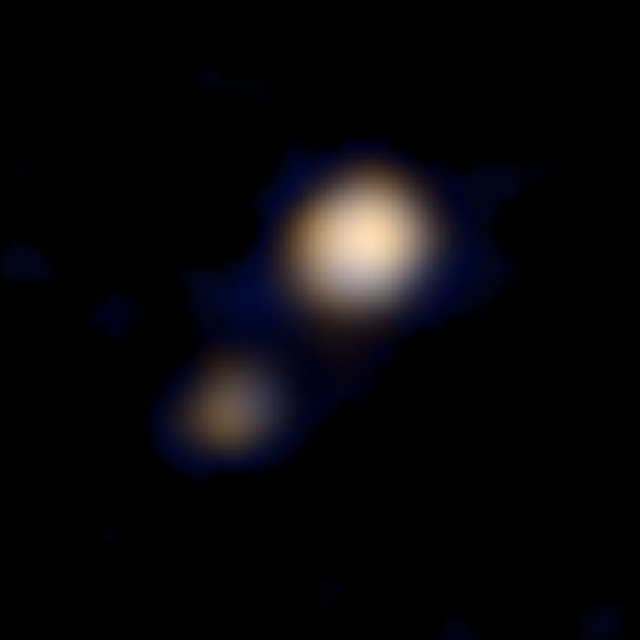
9. April 2015: Erstes Farbfoto von Pluto und Charon
Mai bis Juni 2015: Plutorotation, LORRI
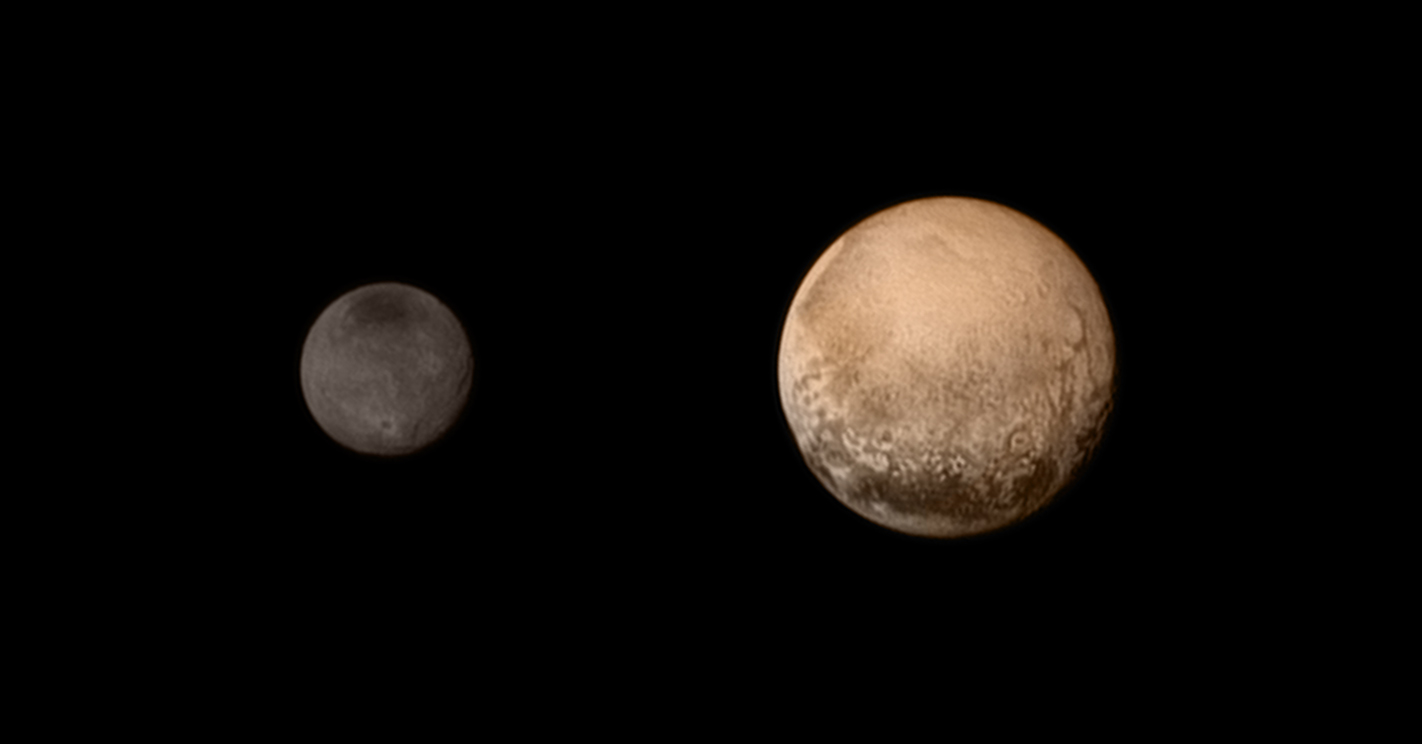
11. Juli: Charon und Pluto, Aufnahme von New Horizons
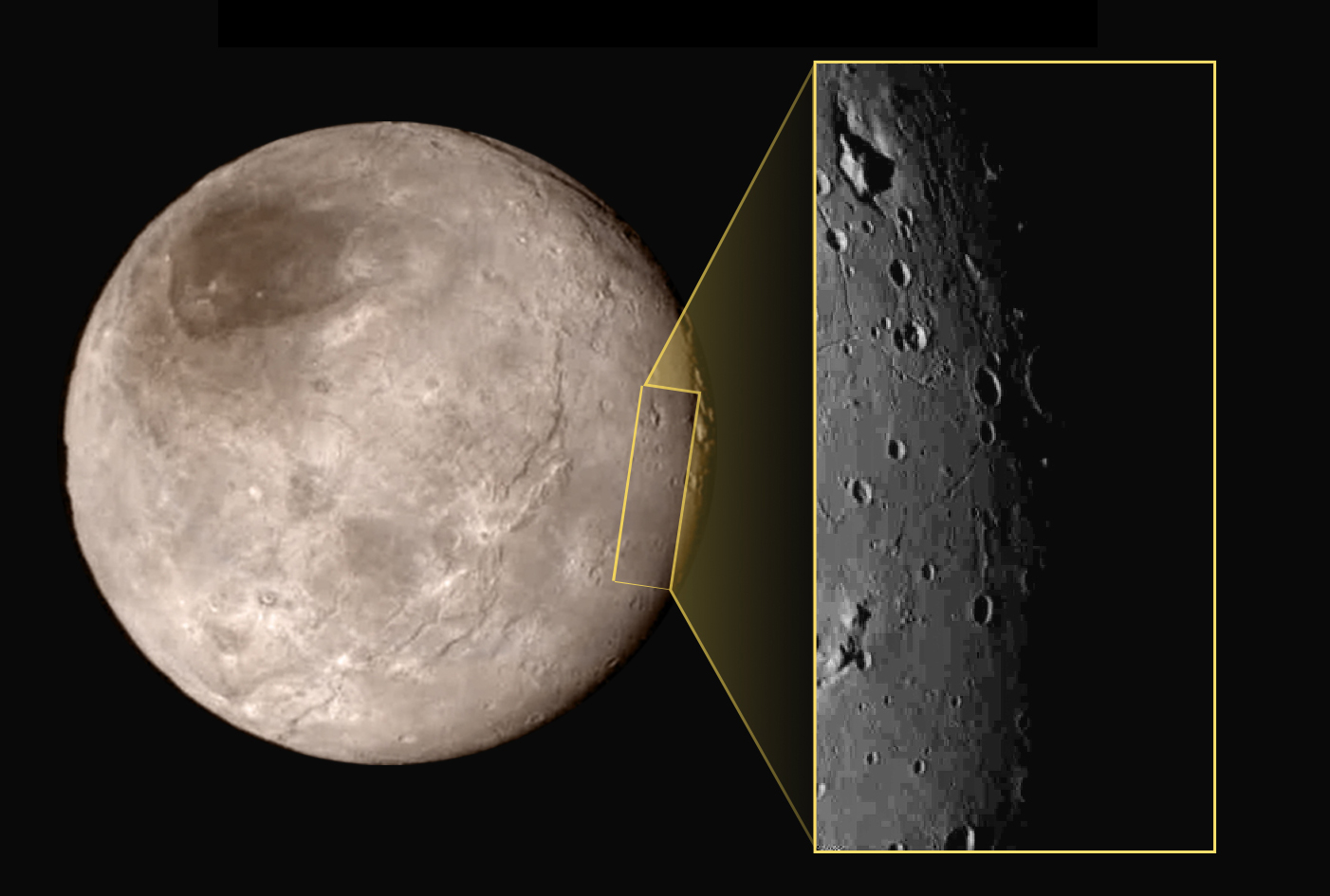
14. Juli: Charons Oberfläche, rechts Vergrößerung mit Kompressionsartefakten
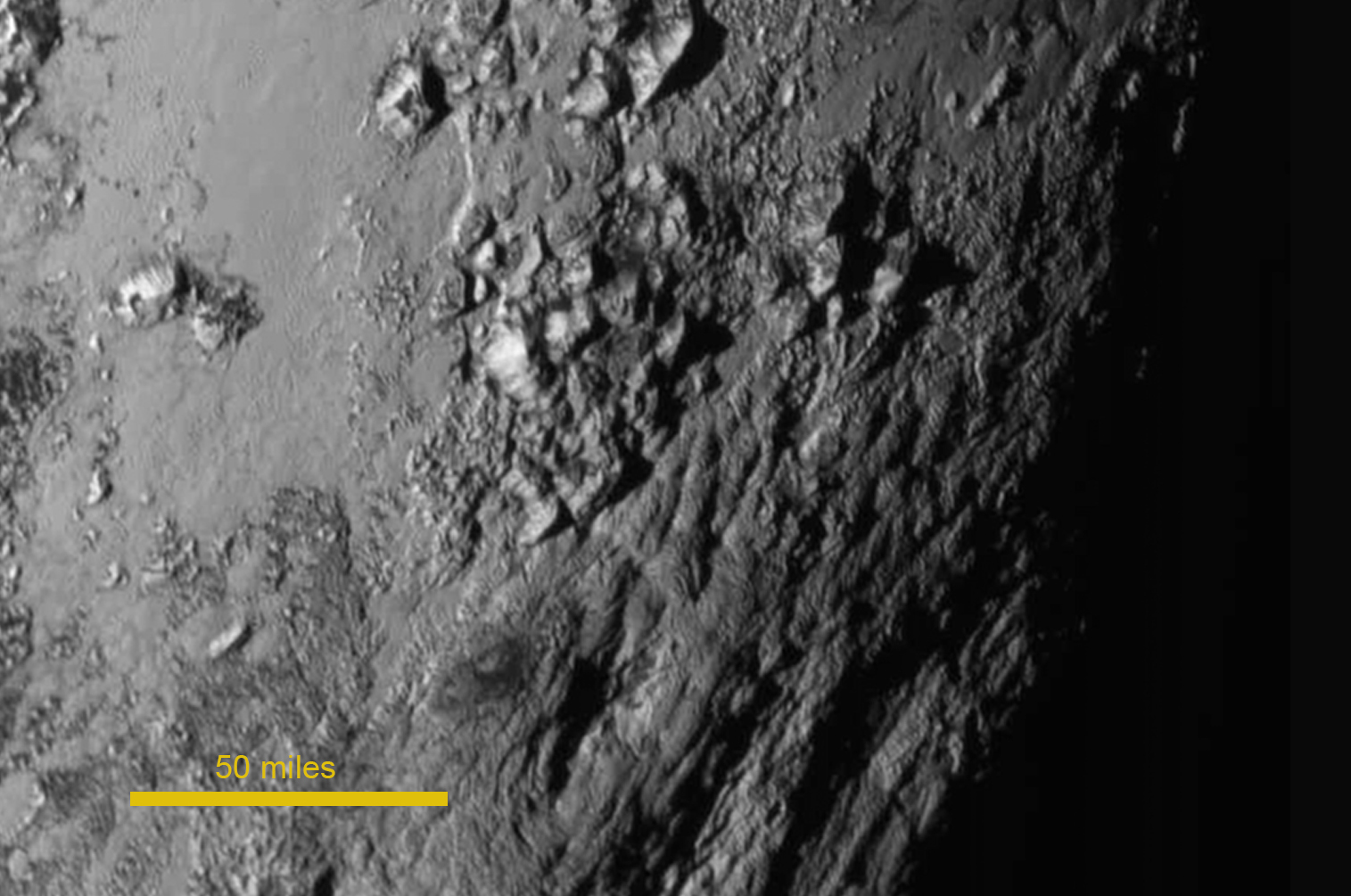
14. Juli: Details von Plutos Oberfläche, u. a. von Eis bedeckte Berge

### Weitere Plutomonde
Die kleinen Plutomonde Nix und Hydra wurden wenige Monate vor dem Raketenstart 2005, Kerberos und Styx 2011 und 2012 auf lang belichteten Aufnahmen des Plutosystems durch das Hubble-Weltraumteleskop entdeckt. In der Phase der größten Annäherung konzentrierten sich die Beobachtungen ganz auf Pluto und Charon. Es gibt jedoch einige Aufnahmen der kleinen Monde, die mit LORRI und Ralph aus größerer Entfernung gemacht wurden.

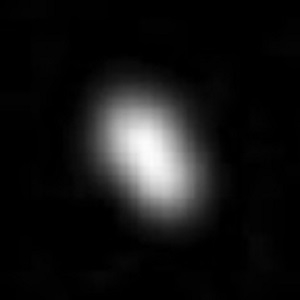
Styx aus 391.000 km Entfernung
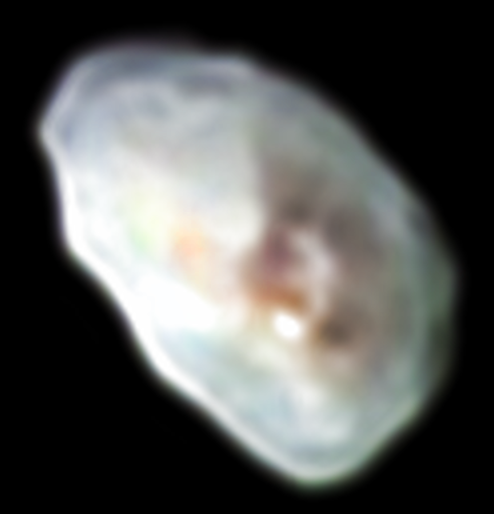
Nix in einem bearbeiteten Foto, das aus Informationen von LORRI und Ralph zusammengesetzt wurde
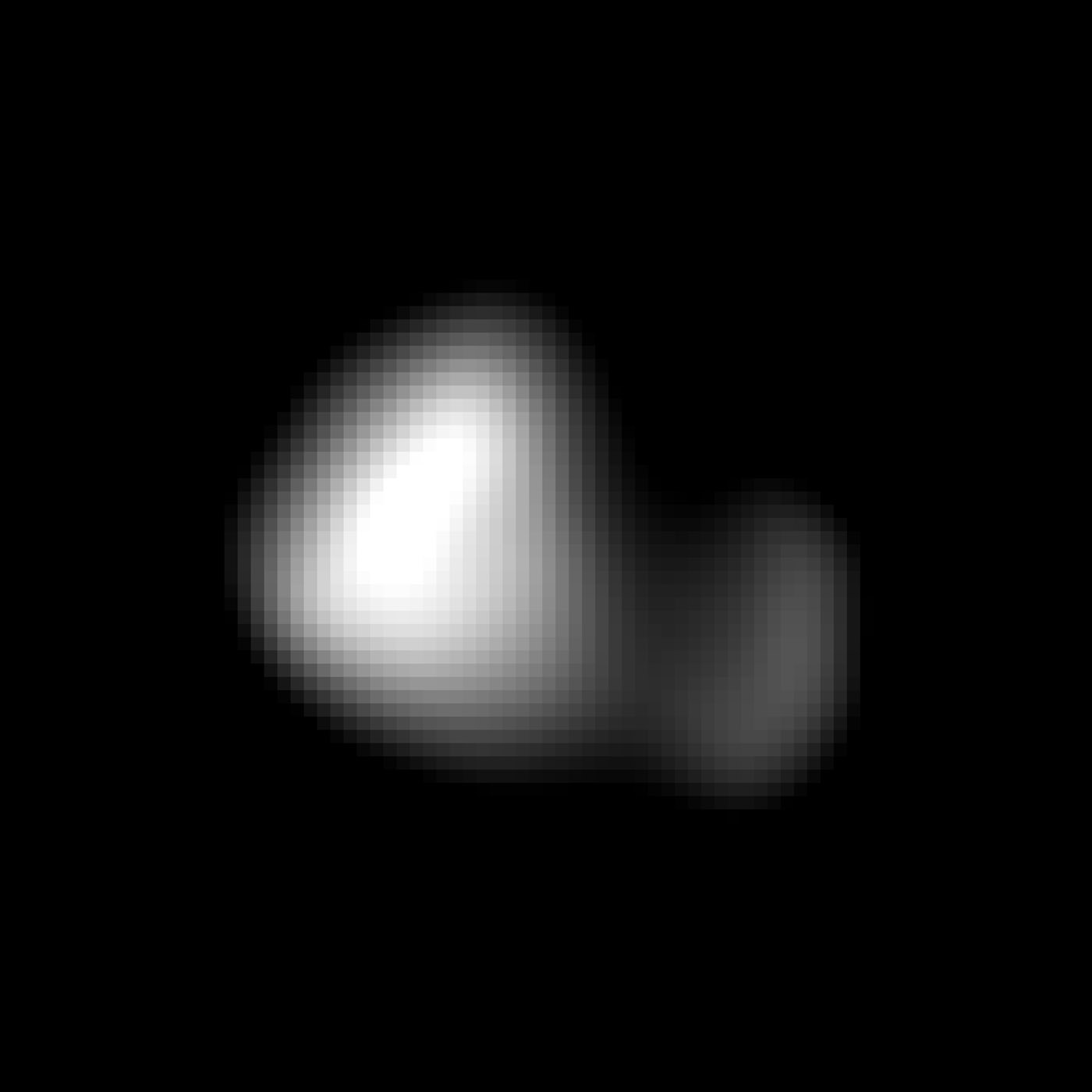
Kerberos aus 396.100 km Entfernung
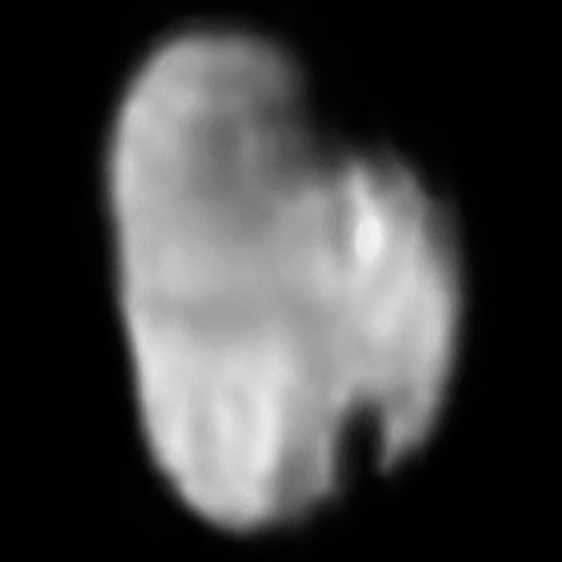
Hydra aus 231.000 km Entfernung

## Beobachtung der Heliosphäre
Das Sonnensystem wird von einem stetigen Partikelstrom durchflutet. Die ersten Beobachtungen dieses Sonnenwinds außerhalb der Neptunbahn stammen von den beiden Voyager-Sonden. New Horizons erfasst mit den Instrumenten PEPSSI und SWAP dessen Energie und analysiert Partikel. Ursprünglich waren diese Instrumente vor allem dazu gedacht, die aus der Plutoatmosphäre entweichenden Partikel zu messen und dadurch Informationen über Pluto und seine Atmosphäre zu gewinnen. Nach dem Jupiter-Vorbeiflug 2007 wurden sie zunächst nur noch einmal jährlich zu Testzwecken betrieben. Die Wissenschaftler entwickelten jedoch eine Methode, die eine kontinuierliche Auswertung der Daten von PEPSSI und SWAP auch während des Hibernation-Modes erlaubte. New Horizons begann mit kontinuierlichen Messungen ungefähr zu der Zeit, als die Uranusbahn erreicht wurde. Auf diese Weise können seit 2012 nahezu ununterbrochen Daten über die Heliosphäre gesammelt werden. So wurde ein heliosphärischer Querschnitt des Kuipergürtels bis zu einer Entfernung von 50 AE generiert und seither werden nahezu ununterbrochen Plasma, Staubpartikel und nicht ionisierte Gase gemessen.
2018 registrierte New Horizons mit dem Alice-Instrument ultraviolettes Licht (Lyman-α-Linie) von ca. 40 Rayleigh Stärke, das als von neutralem Wasserstoff jenseits der Heliopause („Wasserstoffwand“) rückgestreutes ultraviolettes Sonnenlicht gedeutet wird. Die Messungen bestätigen Daten, die von den beiden Voyager-Sonden 30 Jahre zuvor gewonnen worden waren. Die Forscherteams von New Horizons und der Voyager-Missionen arbeiten zusammen und werten verschiedene Messpunkte bei der Heliosphärenforschung gemeinsam aus.
Über den Sommer 2020 wurden Softwareupdates für die Instrumente entwickelt, die neue Funktionen und Verbesserungen mit sich bringen und somit einen verbesserten Nutzen aus den Sensordaten ermöglichen. REX kann nun das Venetia-Instrument bei der Messung von Staubpartikeln ergänzen. Ein Partikeleinschlag verursacht eine minimale Dopplerverschiebung, die mit dem Radioexperiment erkannt und ausgewertet wird. Der Upload begann im Februar 2021 mit neuen Funktionen für das SWAP-Instrument.
Eine neue Software für das PEPSSI zur Erkennung von Plasma aus Sonneneruptionen wurde im Jahr 2021 geschrieben und im April 2022 hochgeladen. Damit waren diverse Updates für die Instrumente abgeschlossen.

## Kuiper Belt Extended Mission (KEM)
Bis Oktober 2014 wurden mit dem Hubble-Weltraumteleskop mögliche Ziele für die Sekundärmission von New Horizons im Kuipergürtel ausgemacht. Im Rahmen des Citizen-Science-Projekts Ice Hunters werteten Freiwillige Bilder aus, die aus der Subtraktion von in zeitlichen Abständen erstellten Aufnahmen gewonnen worden waren. Von den fünf gefundenen Zielen waren zwei außer Reichweite. Aus den verbliebenen drei wählte die NASA im August 2015 das Objekt (486958) 2014 MU69 – heute (486958) Arrokoth – als nächstes Ziel der Raumsonde aus. Die beiden nicht berücksichtigten Ziele waren 2014 OS393 und 2014 PN70.
Die NASA genehmigte Anfang Juli 2016 die Finanzierung der Sekundärmission. Die Mission lief unter dem Namen Kuiper Belt Extended Mission (KEM). Sie führte in einer Entfernung von nur 3500 km an dem Asteroiden vorbei; dabei wurden alle Instrumente eingesetzt, die zuvor bei der Beobachtung Plutos verwendet worden waren. Zum Zeitpunkt des Vorbeiflugs wurde das Objekt inoffiziell Ultima Thule genannt; dieser Name war nach einer öffentlichen Umfrage und einer Umfrage im Missionsteam gewählt worden. Die endgültige Benennung als (486958) Arrokoth erfolgte im November 2019.

### Vorbereitende Untersuchung von (486958) Arrokoth
Die Wissenschaftler wollten im Vorfeld so viel wie möglich über das Zielobjekt der Mission wissen, so z. B. über die Bahndaten, die Rotationsdauer, begleitende Objekte, Ringsysteme und Trümmer. Einerseits wollte man sicher sein, dass beim Vorbeiflug keine Kollision mit einem begleitenden Objekt oder Staubpartikeln droht. Andererseits galt es, den optimalen Passageabstand zu finden, der sowohl groß genug sein würde, um Zeit für die Gewinnung aller wichtigen Daten zu haben, als auch klein genug für eine gute Auflösung der Aufnahmen. Ein näherer Vorbeiflug hätte weniger, dafür höher aufgelöste Aufnahmen ergeben, ein Vorbeiflug in größerer Entfernung hingegen mehr Aufnahmen, aber in geringerer Auflösung.
Für den 3. Juni, den 10. und 17. Juli sowie den 4. August 2017 waren Sternbedeckungen vorausgesagt, aus denen man sich Informationen über den Durchmesser und begleitende Trümmer oder ein Ringsystem erhoffte. Bei den ersten beiden Ereignissen konnte keine Sternbedeckung festgestellt werden, woraus man schloss, dass das Objekt kleiner als vermutet war, oder dass es sich um ein binäres System oder sogar um einen Schwarm von kleinen Objekten handelte. Am 17. Juli 2017 wurde eine Okkultation beobachtet, die nahelegte, dass das Objekt langgestreckt, aber kürzer als 30 km war. Alternativ wurde ein binäres System vorgeschlagen, bei dem die beiden Komponenten jeweils 15–20 km groß sind. Auch die Bedeckung am 4. August 2018 konnte beobachtet werden und zeigte ebenfalls keine Hinweise auf Trümmer oder ein Ringsystem; außerdem konnten die Bahndaten weiter verfeinert werden. Für die weitere Erkennung von möglichen Trümmern blieb ab diesem Zeitpunkt nur noch LORRI übrig. (Siehe auch (486958) Arrokoth #Erdgebundene Untersuchungen.)

### Vorbereitung für den Vorbeiflug

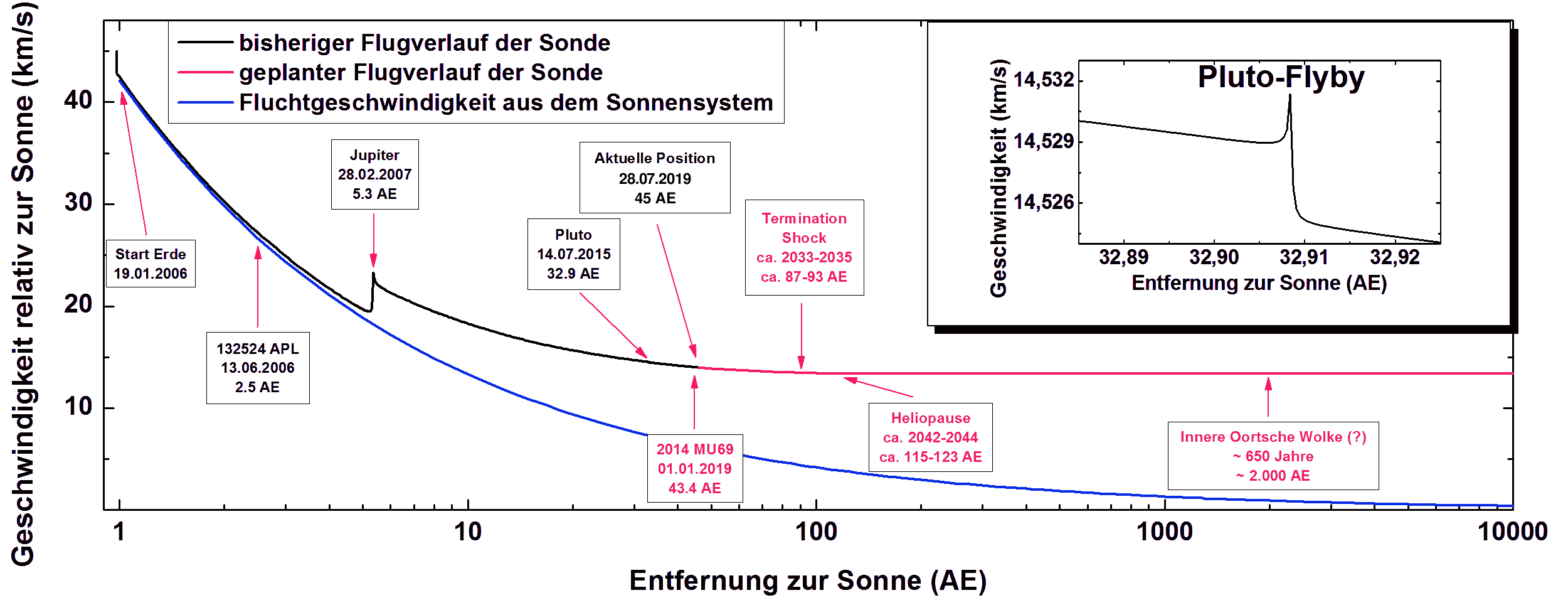
Die Geschwindigkeit von New Horizons relativ zur Sonne nimmt im größten Teil der Mission ab. Eine Ausnahme war der Swing-by am Jupiter, der die Sonde von der Sonne weg beschleunigte. Die Geschwindigkeit liegt umso deutlicher oberhalb der Fluchtgeschwindigkeit, je weiter außen im Sonnensystem sich die Sonde befindet.

Mehr als drei Jahre vor der Begegnung mit dem Asteroiden wurden am 22., 25. und 28. Oktober und 4. November 2015 die Triebwerke von New Horizons jeweils für 25 Minuten gefeuert, um die Sonde auf den Kurs zu Arrokoth zu bringen. Die Raumsonde verbrauchte 35 % ihrer Treibstoffreserven für das Einschwenken auf den neuen Kurs und eine Geschwindigkeitsänderung von 57 m/s; die anderen beiden möglichen Ziele 2014 OS393 und 2014 PN70 hätten wesentlich mehr Treibstoff für die Kursänderung benötigt.
Am 1. Februar 2017 wurden die Triebwerke für 44 Sekunden für eine kleine Kurskorrektur von 0,44 m/s gezündet. Sie ergab sich aus den neuesten Ergebnissen aus der Beobachtung der Arrokoth-Umlaufbahn durch Hubble im Jahr 2016 und aus den Positionsdaten von New Horizons. In den Wochen zuvor hatte die Raumsonde sechs Kuipergürtelobjekte beobachtet. Durch einen Fehler beim Laden von Befehlen in den Bordcomputer ging New Horizons am 9. Februar 2017 vorübergehend in den Sicherheitsmodus.
Nach 852 Tagen ununterbrochenen Betriebs war New Horizons vom 7. April 2017 bis zum 11. September 157 Tage lang im Hibernation Mode (Energiesparzustand mit nur wenigen aktiven Systemen). In der Zeit zwischen dem 11. September und 21. Dezember 2017 war die Sonde wieder aktiviert und beobachtete verschiedene Objekte mit LORRI und mit dem UV-Spektrometer Alice. Am 9. Dezember wurden die Triebwerke für 2,5 Minuten gezündet, um den Kurs anzupassen und um den Zeitpunkt der Begegnung mit Arrokoth zu optimieren, damit die Antennen des Deep Space Networks das Ereignis optimal auswerten konnten.

### Vorbeiflug an Arrokoth („Ultima Thule“)
Vom 21. Dezember 2017 bis 4. Juni 2018 befand sich die Sonde wieder im „Schlafmodus“. Nach Reaktivierung und umfangreichen Funktionstests wurde sie am 13. August 2018 vom Rotationsmodus in den drei-Achsen-stabilisierten Zustand versetzt, um die Kamera ausrichten zu können. Am 16. August 2018 gelangen mit LORRI die ersten langzeitbelichteten Aufnahmen von Arrokoth. Das Objekt wurde als winziger Punkt vor einem dichten Sternenfeld genau an der vorhergesagten Stelle erfasst, die Bahndaten waren bereits präzise bestimmt. Am 3. Oktober 2018 wurden die Triebwerke zur Korrektur der Geschwindigkeit um 2,1 m/s für dreieinhalb Minuten gezündet. Bei einer Entfernung von 6,35 Milliarden km zur Erde war dies die bis dahin am weitesten entfernte Kurskorrektur. Zum ersten Mal wurden dabei die von der Sonde gemachten Aufnahmen des Asteroiden zur Kursbestimmung genutzt.
Bis zum 15. Dezember wurden keine Ringe, Monde oder Begleitobjekte festgestellt und man entschied sich endgültig für einen nahen Vorbeiflug im Abstand von 3500 km. Am 19. Dezember wurden die kleinen Triebwerke für 27 Sekunden gezündet, dabei wurde die Geschwindigkeit um 0,26 m/s, der Vorbeiflugabstand um 300 km und die Flugdauer bis Arrokoth um 5 Sekunden verändert. Am 20. Dezember wurde das endgültige Beobachtungsprogramm zur Sonde übertragen, und sechs Tage darauf wechselte sie in den „Encounter Mode“ (Begegnungsmodus). New Horizons arbeitete nun autonom; im Fall von Problemen hätte die Bordsoftware selbsttätig auf Reservesysteme umgestellt. Wie bereits beim Pluto-Vorbeiflug konnte die Sonde in dieser Phase weder auf Befehle reagieren noch in den Sicherheitsmodus wechseln, sondern führte nur das Beobachtungsprogramm durch.
Die Begegnung mit „Ultima Thule“ fand am 1. Januar 2019 in einer Entfernung von 43,3 AE von der Sonne statt. Neben Fotoaufnahmen wurden unter anderem Radarmessungen durchgeführt, um die Oberflächenbeschaffenheit des Asteroiden zu ermitteln. Funksignale von der Sonde brauchten in dieser Entfernung bereits mehr als 12 Stunden, bis sie die Erde erreichten. Erste Daten des Vorbeifluges empfing das Deep Space Network am 1. Januar 2019 um 15:32 Uhr (UTC). Tags darauf wurde das erste hochaufgelöste Bild veröffentlicht.

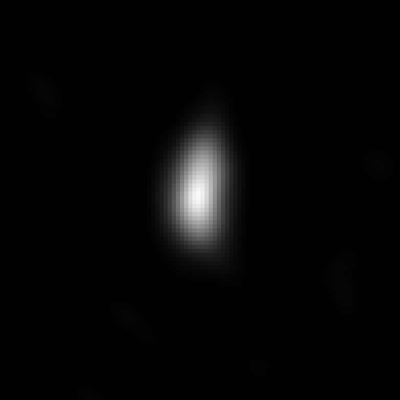
Letztes gesendetes Bild vor dem Vorbeiflug (nachbearbeitet)
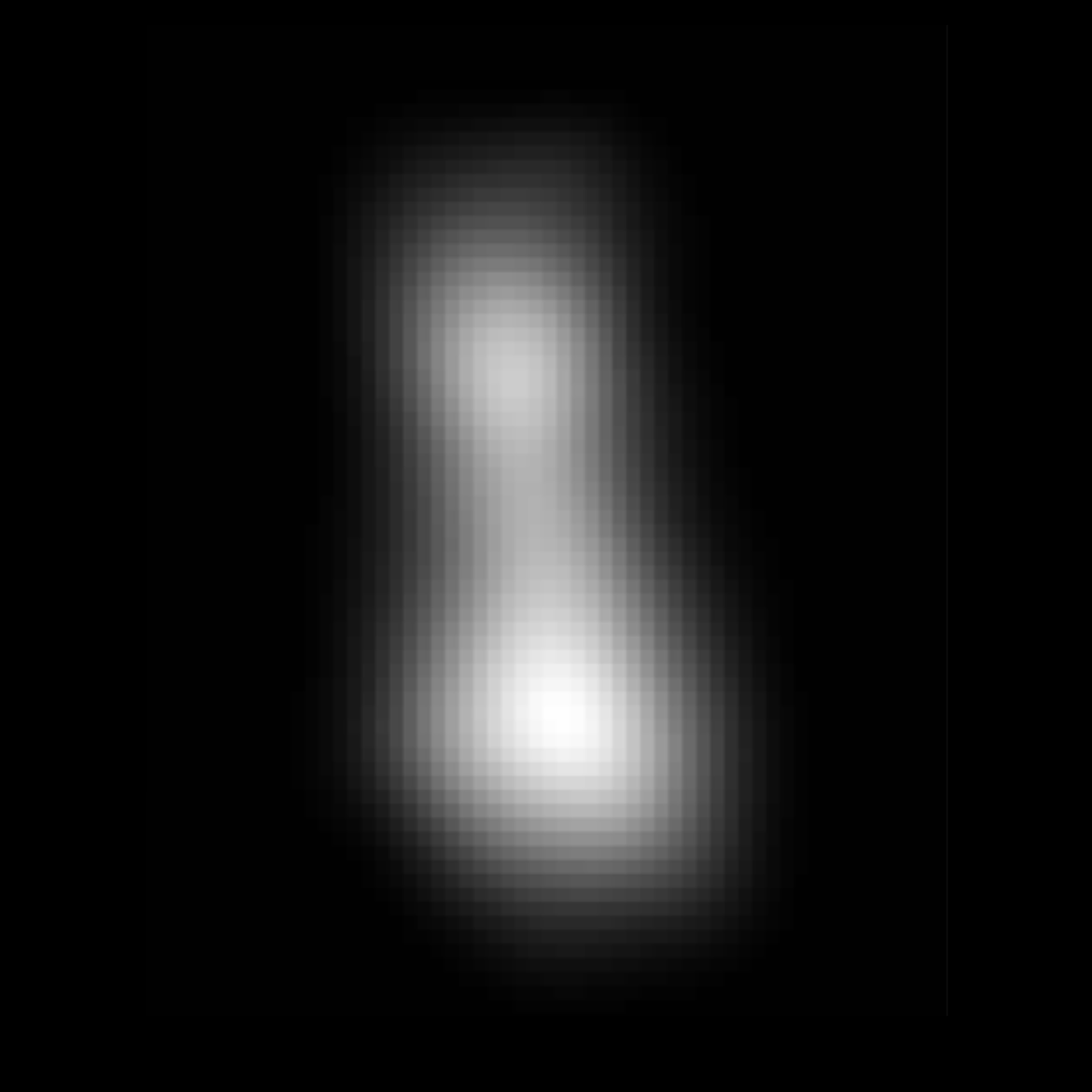
Erstes empfangenes Bild nach dem Vorbeiflug, immer noch von der Anflugphase
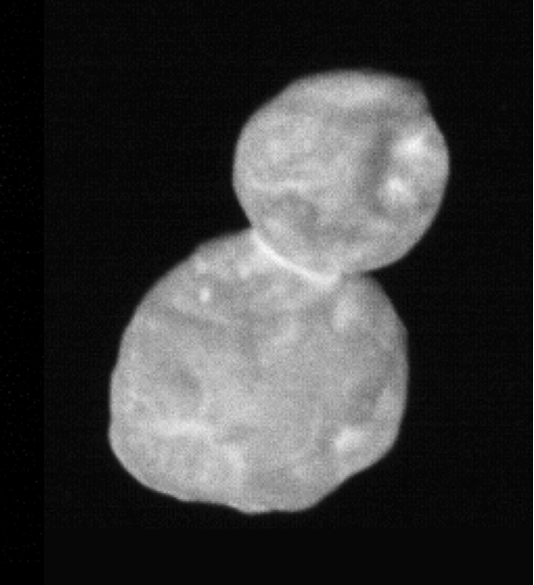
Arrokoth aus 28000 km
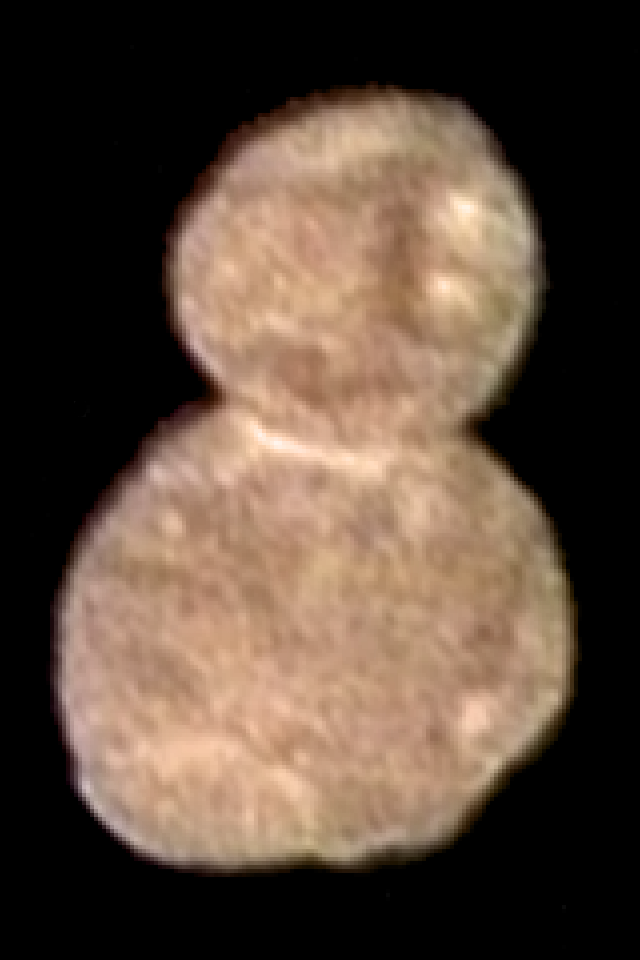
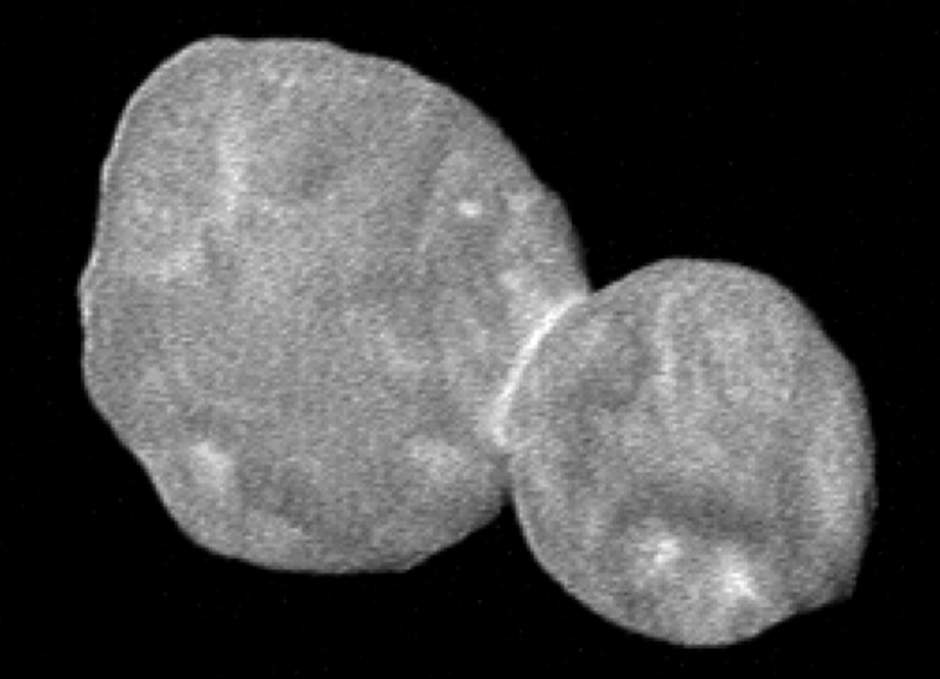

### Arawn
Bereits am 2. November 2015 erstellte LORRI mehrere Aufnahmen von dem Kuipergürtelobjekt (15810) Arawn im Abstand von jeweils einer Stunde. Zum Aufnahmezeitpunkt befand sich das Objekt etwa 5,3 Milliarden km von der Sonne entfernt, aber nur 280 Millionen km von New Horizons. Eine weitere Beobachtung erfolgte vom 7. bis 8. April 2016 aus einer Entfernung von 111 Millionen km. Durch gleichzeitige Beobachtung mit Hubble konnte die Bahn des Objekts unter Ausnützung der Parallaxe mit einer Genauigkeit unter 1000 km bestimmt werden. Die Vermutung, es handle sich um einen Quasisatelliten von Pluto, wurde damit widerlegt. Die Beobachtung ergab außerdem eine Rotationsperiode von 5,47 Stunden und eine Abschätzung des Durchmessers von 145 km. Außerdem stellte man fest, dass die Oberfläche des Asteroiden relativ uneben ist.

### Quaoar
Am 13. und 14. Juli 2016 machte LORRI vier Aufnahmen von dem Asteroiden (50000) Quaoar. Die Aufnahmen aus einer Entfernung von 2,1 Mrd. km zeigen das Objekt nur als verwaschenen Punkt. Die Aufnahme hat dennoch wissenschaftlichen Wert, weil das Objekt aus einem anderen Winkel als von der Erde aus aufgenommen wurde. Man gewann neue Erkenntnisse über die Lichtstreuung an der Oberfläche.

### 2012 HZ84und 2012 HE85
Im Dezember 2017 machte LORRI Bilder von den beiden Kuipergürtelobjekten (516977) HZ84 und 2012 HE85, um nach Monden, Ringen und begleitenden Staubansammlungen zu suchen. Diese Bilder entstanden in einer Entfernung von 40,95 AE von der Erde, der bis dahin größten Entfernung, in der eine Fotografie gemacht wurde. Erstmals wurde damit die Entfernung der bekannten Pale-Blue-Dot-Aufnahmen von Voyager 1 (40,5 AE) übertroffen.

### Parallaxenaufnahmen
Am 23. und 24. April 2020 fotografierte New Horizons die Sterne Proxima Centauri und Wolf 359. Astronomen waren aufgerufen, diese Sterne im selben Zeitraum aufzunehmen. Mit der zusätzlichen Perspektive aus einer Entfernung von 46 AE von der Sonne ermöglichten diese Aufnahmen eine bisher nicht erreichte Parallaxe. Daraus konnten stereoskopische Bilder erzeugt werden.

### Kosmische optische Hintergrundstrahlung
Verschiedene Untersuchungen nutzten 2021 die Instrumente von New Horizons, um neue Erkenntnisse über die kosmische optische Hintergrundstrahlung und das Zodiakallicht zu erhalten. Besonders das Ultraviolett-Spektrometer Alice wird dafür genutzt. Es konnten damit auch Ansammlungen von Wasserstoffgas erkannt werden. Eine weitere Untersuchung im Jahr 2024 aus einer Entfernung von 7,3 Milliarden Kilometer von der Erde konnte nachweisen, dass das vorhandene Licht von den Galaxien im Universum stammt und dass es keine bisher unbekannten sonstigen Lichtquellen gibt, die zur optischen Hintergrundstrahlung beitragen. Dies wurde möglich, da man den Anteil an Streustrahlung am galaktischen Staub inzwischen präziser ermitteln konnte. Voraussetzung für die erfolgreichen Messungen war die Position von New Horizons weit außerhalb des inneren Sonnensystems, in dem die Streustrahlung der Sonne die Ergebnisse stark beeinträchtigt.

### Weitere Objekte
New Horizons beobachtete neben den genannten weitere Kuipergürtelobjekte aus großer Entfernung, um ihre Form, Albedo und Rotationsperiode zu bestimmen, sowie mögliche Ringsysteme und Satelliten zu entdecken. Bis März 2021 wurden annähernd 30 Objekte untersucht, darunter Máni, die Zentauren Pholus und Chiron, die Plutinos Huya und Ixion sowie die Zwergplaneten Haumea, Makemake und Eris. Das New-Horizons-Team wurde hierfür mit Spezialisten verstärkt. Weitere beobachtete Objekte sind 2011 HJ103, 2011 HK103, und 2011 JY31.
Die Treibstoffvorräte nach der Beobachtung von Arrokoth reichten noch aus, um die Sonde für hunderte weitere Aufnahmen auszurichten, nicht aber für einen nahen Vorbeiflug an einem anderen bereits bekannten Kuipergürtelobjekt. Daher wurde mit dem Hubble-Teleskop und einigen der größten erdbasierten Teleskope – darunter das japanische Subaru-Teleskop und die US-amerikanischen Gemini- und Keck-Teleskope – nach weiteren KBO Ausschau gehalten. Insgesamt eine ganze Woche Beobachtungszeit des Subaru-Teleskops wurde im Mai, Juni, August und Oktober 2020 für die Suche aufgewendet, dabei wurden 75 neue KBO gefunden. Ungefähr 15 bis 20 davon sind nahe genug für eine wissenschaftliche Beobachtung durch New Horizons, jedoch ist keines davon für einen nahen Vorbeiflug geeignet. Die ersten Beobachtungen dieser Objekte fanden im Dezember 2020 statt. Weitere Beobachtungszeit am Subaru-Teleskop wurde für 2021 angefragt und 2022 wurde noch einmal gesucht.
Am 17. April 2021 erreichte die Sonde 50 AE Abstand zur Sonne.
2022 wurden neue Energiesparmaßnahmen getestet und umgesetzt. Damit wäre trotz nachlassender Energieversorgung mindestens fünf Jahre länger der gleichzeitige Betrieb beider Sender und damit die maximale Datenrate möglich. Ein Teil der weniger priorisierten Daten vom Vorbeiflug an Arrokoth befanden sich Anfang 2022 immer noch im Speicher und wurden fortan gesendet. Zuvor gab es jeweils höher priorisierte Daten zur Übertragung, und die 70-Meter-Antennen des Deep Space Networks waren wegen Überholung längere Zeit nicht im üblichen Umfang einsatzbereit.

## Kuiper Belt Extended Mission 2
Vom 1. Juni 2022 bis zum 1. März 2023 war die Sonde erstmals seit 2018 wieder in Hibernation. Seit der Missionsverlängerung zum 1. Oktober 2022 wurde weiter nach einem neuen Ziel für einen nahen Vorbeiflug gesucht, das sich mit dem Rest von ungefähr 11 kg Treibstoff im Tank erreichen ließe. Die Suche mit dem Subaru- und den Gemini-Teleskopen wird von künstlicher Intelligenz unterstützt; auf diese Weise konnten wesentlich mehr Objekte gefunden werden als mit den bisherigen Methoden.
Ab dem 1. März 2023 wurden wesentlich weiter entfernte KBO beobachtet. Messungen zur Lichtreflexion aus hohem Phasenwinkel der weit entfernten Planeten Uranus und Neptun und die bisher umfangreichsten Aufnahmen der Hintergrundstrahlung im sichtbaren und ultravioletten Licht konnten gemacht werden. Dabei wurde die Position weit weg von den großen Planeten und von der Sonne ausgenutzt. Man hoffte, auf diese Weise Rückschlüsse auf die Zahl der Galaxien im Weltall ziehen zu können. Die Messungen von Staub und Plasma wurden weitergeführt. Die Beobachtungen dauerten bis Mai 2023, danach wechselte die Sonde wieder in den spinstabilisierten Betrieb, um für mehrere Monate Daten zur Erde senden. Im August und September 2023 wurden wieder Beobachtungen durchgeführt. Inzwischen wird von einem Team ausgelotet, ob und wie New Horizons eine neue Version von Pale Blue Dot erstellen kann.
Ende 2023 wurde eine weitere Verlängerung der Mission bis 2028 oder 2029 angekündigt. Ein Softwareupdate war in Planung, das Energieeinsparungen und den stabilen Weiterbetrieb bei sinkender Leistung des RTGs ermöglichen soll. Auch die Suche nach neuen Vorbeiflugzielen wurde fortgesetzt.
Die Untersuchung der Staubdichte mit dem Venetia-Instrument ergab neue Erkenntnisse über den Kuipergürtel und die Staubverteilung im Sonnensystem. Während man bisher davon ausgegangen ist, dass die Zahl der Objekte ab einer Entfernung von ca. 50 AE deutlich abnimmt, fand New Horizons im Bereich zwischen 45 und 55 AE eine Zunahme von Staubteilchen, die wahrscheinlich aus Zusammenstößen von Himmelskörpern stammen. Weiterhin offenbarte die intensive Suche nach weiteren Vorbeiflugzielen eine überraschend große Zahl an Objekten weit jenseits des bisher vermuteten äußeren Rands des Kuipergürtels. Die Daten deuten darauf hin, dass es jenseits davon einen zweiten Gürtel an Objekten geben könnte, oder dass sich der Kuipergürtel viel weiter nach außen fortsetzt, als man bisher angenommen hat, nämlich in eine Entfernung von ca. 80 AE. Daneben gibt es einige weitere Modelle, die diese hohe Partikeldichte erklären könnten.
Am 1. Oktober 2024 erreichte New Horizons einen Abstand zur Sonne von 60 AE, anschließend ging sie vom 3. Oktober in treibstoffsparende langsame Rotation und in den Winterschlafmodus, nach Plan bis zum 2. April 2025. Auch während dieser Phase werden Daten über Staub und Partikel gesammelt. Danach soll die Sonde wieder voll in Betrieb gehen, diese Daten senden, und über den Sommer ein Update der Flug-Software erhalten, das für mehr Autonomie und stabileren Betrieb sorgen soll. Das Update soll den Betrieb mit der schwächer werdenden Energieversorgung aus dem Radioisotopengenerator für die nächsten 15 Jahre optimieren. Durch den zunehmenden Abstand wird es für die Sonnensensoren schwieriger, die Sonne zu erkennen. Das Update verbessert nun die Auswertung der Sonnensensoren.

### Ergebnisse der KEM2
Die Position weit außerhalb des inneren Sonnensystems mit seinen Störfaktoren wie Absorption und Lichtreflexionen am dünnen Gasnebel und Staubpartikeln erlaubte einmalige und zuvor nicht mögliche Untersuchungen.
- Untersuchung des optischen Hintergrunds des Universums
- Eine Kartografierung der Wasserstoffverteilung im interstellaren Raum in der Umgebung des Sonnensystems. Eine flächendeckende Untersuchung der Lyman-α Strahlung in einer Entfernung von 57 AE von der Sonne ergab die erste Lyman-Alpha Karte der Galaxie. Nach Auswertung der Ergebnisse und Entfernung aller bekannten Lyman-Alpha-Emitter ergab sich eine überraschend gleichmäßige Verteilung der diffusen Lyα über den gesamten Himmel.[85]
- Eine Karte der kosmischen UV-Hintergrundstrahlung des Universums
- Eine Untersuchung über die unerwartet hohe Staubkonzentration im äußeren Bereich des Kuipergürtels
- Neue Berechnungen und Modelle zur Entstehung von Arrokoth und ähnlichen KBO
- Eine Untersuchung der sogenannten Pickup-Ionen, die einen großen Anteil am Gasdruck in den äußeren Zonen der Heliosphäre haben
- Erstmalige Beobachtung der Rückseite des Uranus und neue Erkenntnisse über die Atmosphäre des Uranus
- Entdeckung von knapp 250 weit entfernten KBO
- Eine Untersuchung eines Phänomens auf der Oberfläche Plutos, bei dem sich die Oberfläche von dunkel zu hell verändert, je nach Beobachtungswinkel[86]

## Ausblick
New Horizons ist weiterhin voll funktionstüchtig und zeigte bisher keine Abnutzungserscheinungen, durchfliegt weiterhin den Kuipergürtel und wird die Randstoßwelle, die Heliopause und schließlich den interstellaren Raum erreichen. Die Kommunikation zwischen der Sonde und den bestehenden Anlagen des DSN wäre bis zu einer Entfernung von mehr als 200 AE möglich. Diese Entfernung wird voraussichtlich um 2070 erreicht. Die Systeme der Sonde werden sich aber schon früher abschalten, weil nicht mehr genügend elektrische Energie verfügbar sein wird. An dieser Stelle wirkt sich die verringerte Beladung mit 238Pu aus. Die Energieversorgung könnte bis 2050 ausreichen, was einer Entfernung von über 125 AE entspricht. Da Voyager 1 und 2 die Heliopause bei ca. 120 AE durchquerten, ist es wahrscheinlich, dass auch New Horizons bis dahin Messungen vornehmen kann.

## Flugbahn

Flugbahn bei Begegnung mit Jupiter am 28. Februar 2007
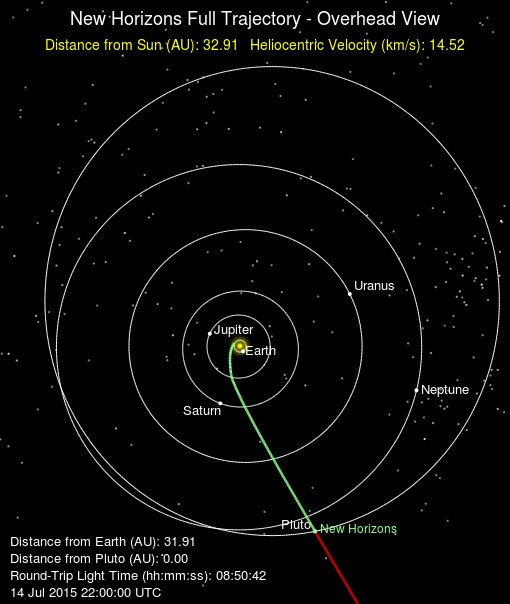
Position der Sonde am 14. Juli 2015 (Vorbeiflug an Pluto)
Position der Sonde am 2. Dezember 2018

Seitliche Perspektive der Flugbahn
Detail
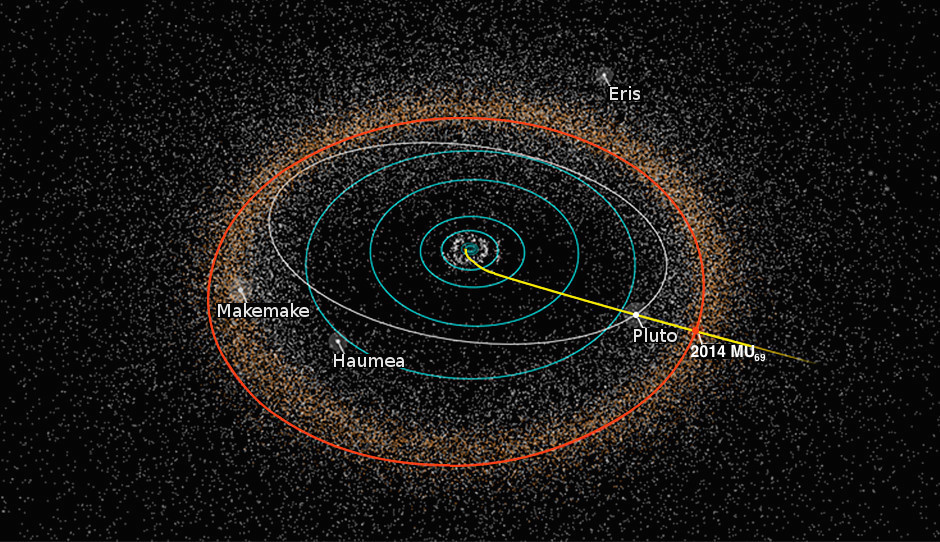
Die Bahn von New Horizons zu Arrokoth

Animation der Flugbahn

| New HorizonsErde(132524) APL | JupiterPluto(486958) Arrokoth |

## Rezeption
Anlässlich des Vorbeiflugs an „Ultima Thule“ am 1. Januar 2019 veröffentlichte der Astrophysiker und Musiker Brian May ein Musikvideo mit dem Titel New Horizons (Ultima Thule Mix).

## Dokumentationen
- Zwergplanet Pluto – Entdeckung einer fernen Welt. TV-Dokumentation in HD von Alastair Duncan, Original-Titel: Pluto – Back From the Dead. GB 2020, deutsche Bearbeitung: ZDF 2020, zuletzt ausgestrahlt auf ZDFinfo am 27. April 2022.
- Kopernikus – Rätsel der Galaxis – Der Zwergplanet Pluto. TV-Dokumentation in HD, USA 2018, deutsche Synchronfassung, ServusTV 2019.